# Blahovičník

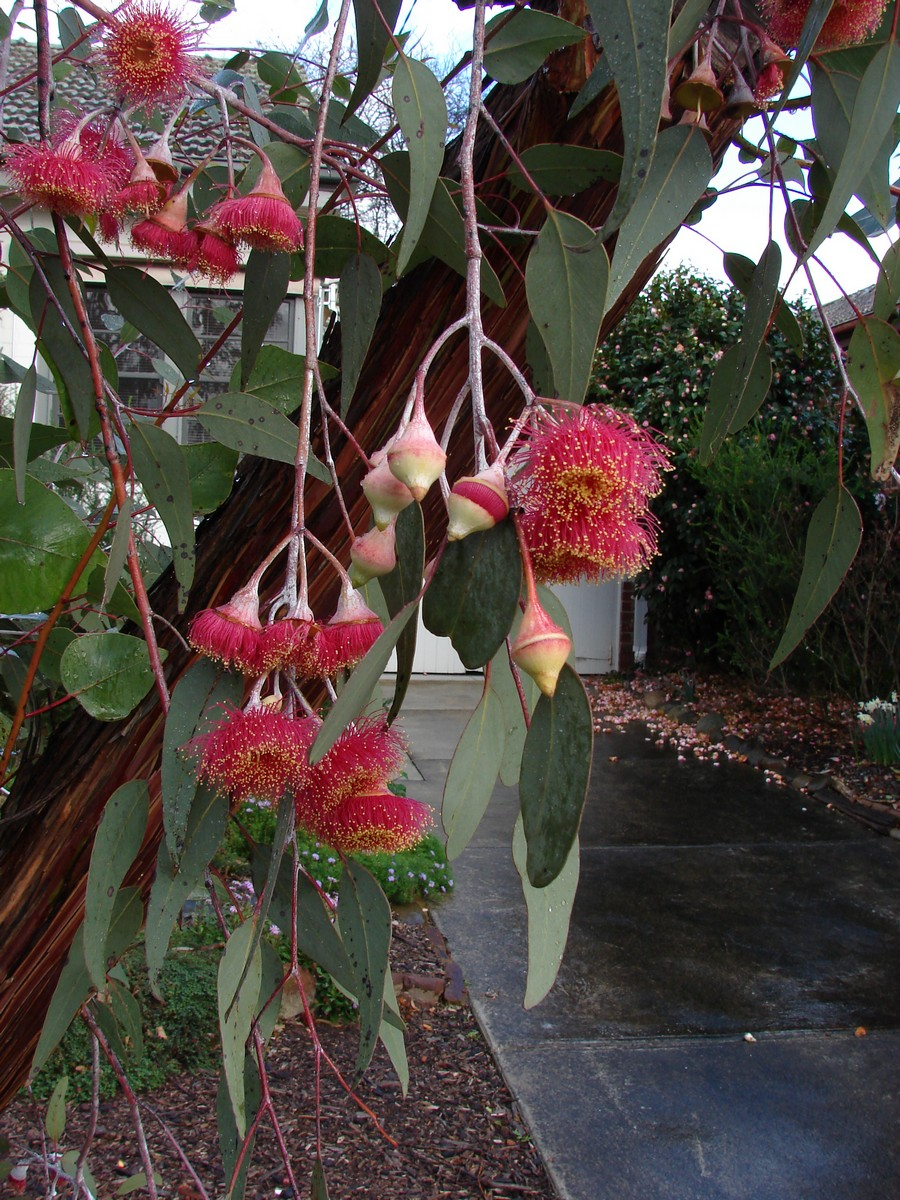
Kvetoucí Eucalyptus caesia

Blahovičník (Eucalyptus), česky též nazývaný eukalyptus, je rod rostlin z čeledi myrtovité. Jsou to aromatické stromy a keře s jednoduchými celokrajnými listy. Nejvyšší druhy dorůstají výšky 80 až 100 metrů. Květy jsou oboupohlavné, obsahující větší počet tyčinek a uspořádané v okolíkovitých květenstvích. Plodem je dřevnatá tobolka.
Převážná většina blahovičníků pochází z Austrálie, pouze několik druhů se vyskytuje na Nové Guineji a východních ostrovech jihovýchodní Asie. Rostou na pestré škále biotopů od nížinných tropických deštných lesů po alpínské polohy či pouštní oblasti. V rozsáhlých oblastech australského kontinentu jsou dominantními dřevinami. Vlivem pěstování se rozšířily do tropů a subtropů téměř celého světa a řada z nich zdomácněla i na jiných kontinentech. Navzdory vitalitě nejsou příliš silnými invazními rostlinami.
Květy jsou opylovány převážně hmyzem. Druhy rostoucí v sušších oblastech jsou velmi dobře přizpůsobeny požárům vegetace do té míry, že jsou na nich reprodukčně závislé. Blahovičníky obsahují širokou paletu účinných látek, z nichž jsou významné zejména silice.
V roce 1996 byla v rámci taxonomické revize část druhů vyčleněna z rodu Eucalyptus do samostatných rodů korymbie (Corymbia) a Angophora. Patří mezi ně i známý blahovičník citroníkový (dnes korymbie citroníková).
Blahovičníky jsou dřeviny mnohostranného významu. V tropech a subtropech celého světa jsou to jedny z nejvysazovanějších dřevin. Rozsáhlé plantáže jsou zejména zdrojem dřeva a paliva, celulózy pro papírenský průmysl a silic. Používají se k zalesňování a rekultivaci, vysazují se jako stínicí a okrasné dřeviny. Eukalyptové silice mají výrazné antimikrobiální a protizánětlivé účinky a mají význam v medicíně. Eukalypty patří k tradičním léčivým rostlinám domorodých Austrálců a našly cestu i do lidové medicíny na jiných kontinentech.

## Popis

### Vegetativní orgány
Blahovičníky jsou aromatické, stálezelené stromy a keře. Neobsahují mléčnou šťávu. Borka může být hladká a odlupčivá v plátech či pruzích, nebo hrubě vláknitá či šupinovitá. Listy jsou jednoduché, vstřícné nebo střídavé, celokrajné, tenké nebo kožovité, řapíkaté až přisedlé, bez palistů. Žilnatina je zpeřená, souběžná nebo jednožilná. Na ploše čepele bývají drobné prosvítavé žlázky obsahující silice. Pro blahovičníky je charakteristická heterofylie, kdy listy mladých rostlin mají odlišný tvar a velikost než je tomu u dospělých rostlin a jsou na rozdíl od nich vstřícné.

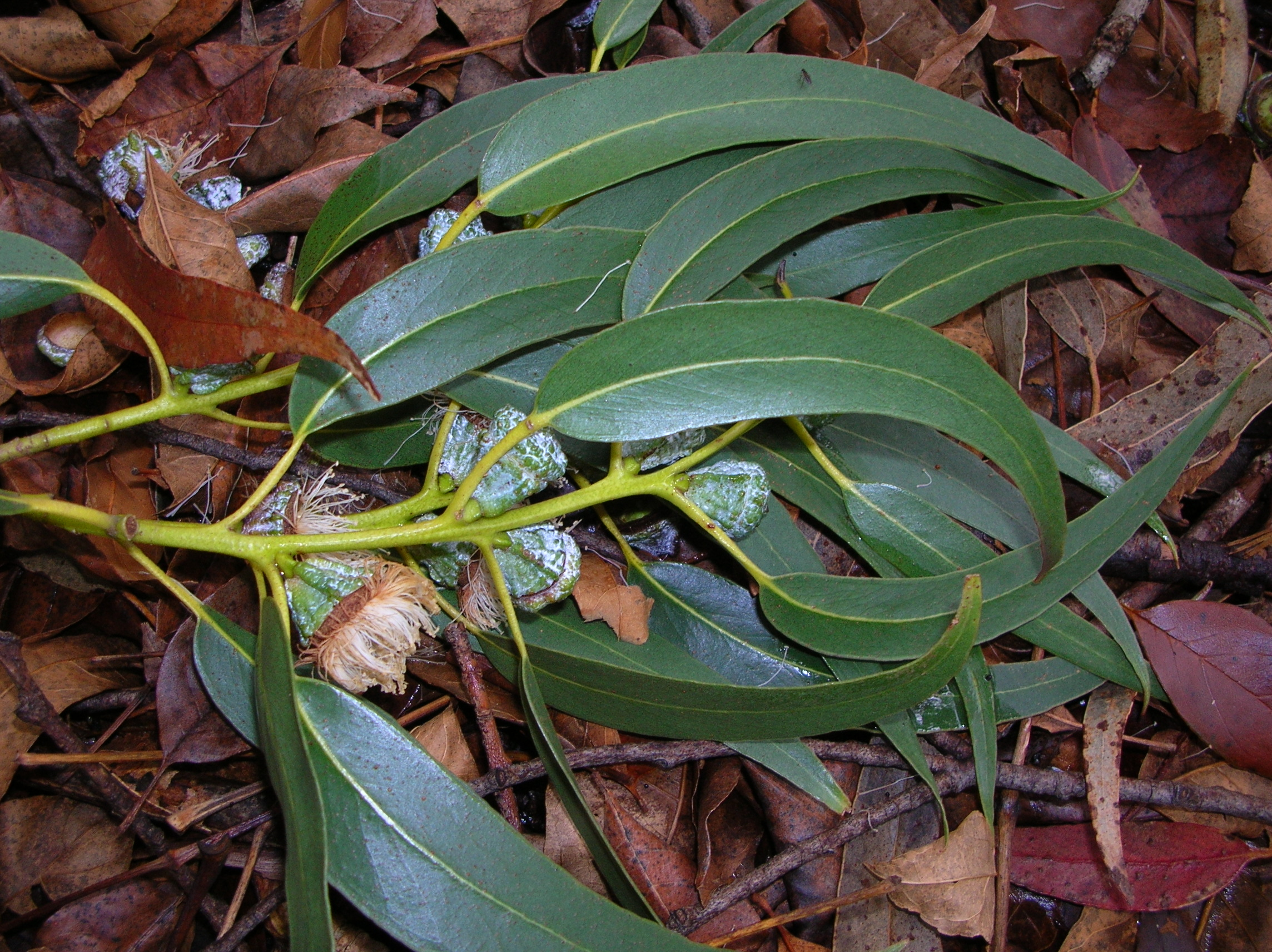
Větévka blahovičníku kulatoplodého
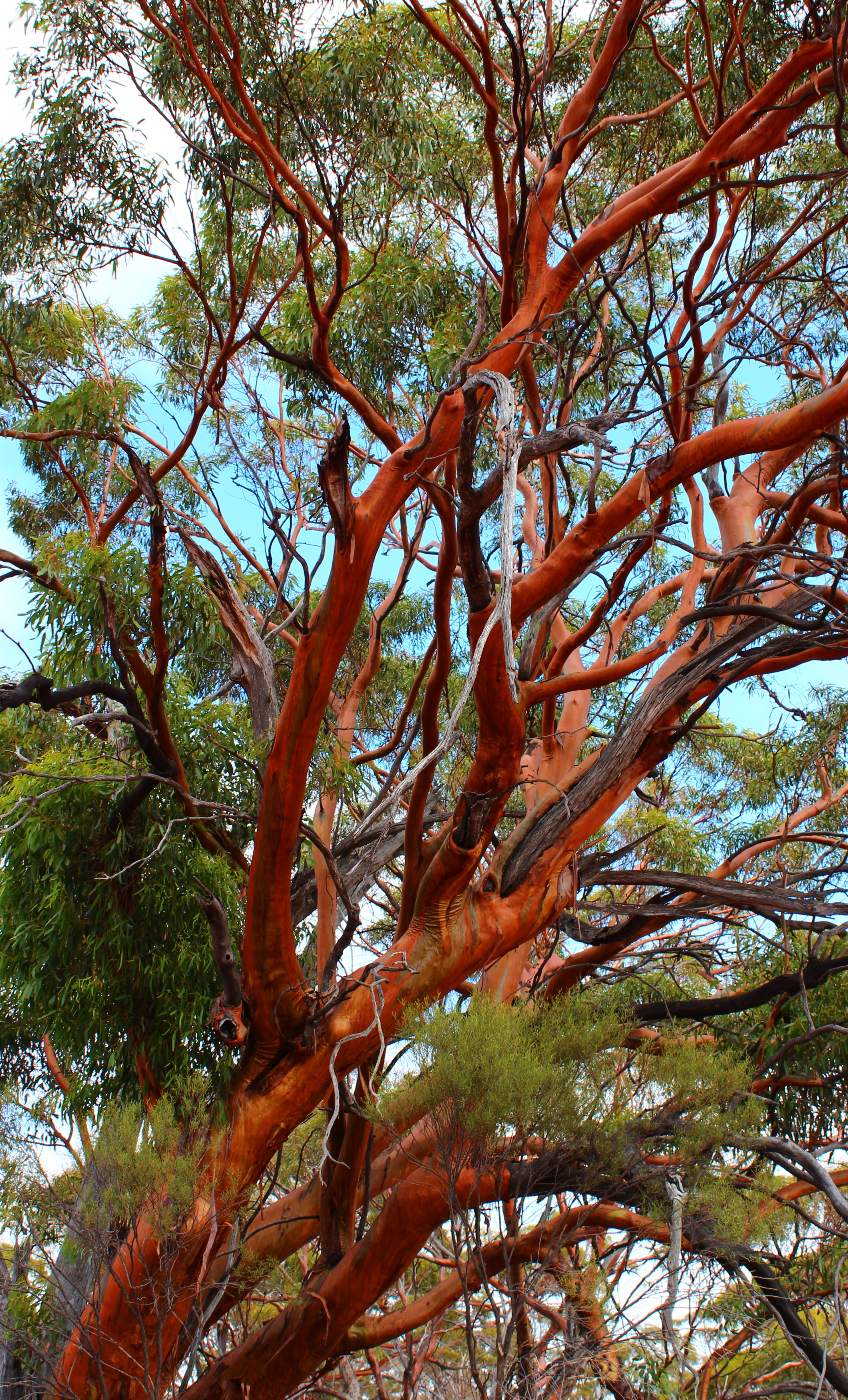
Koruna Eucalyptus salubris
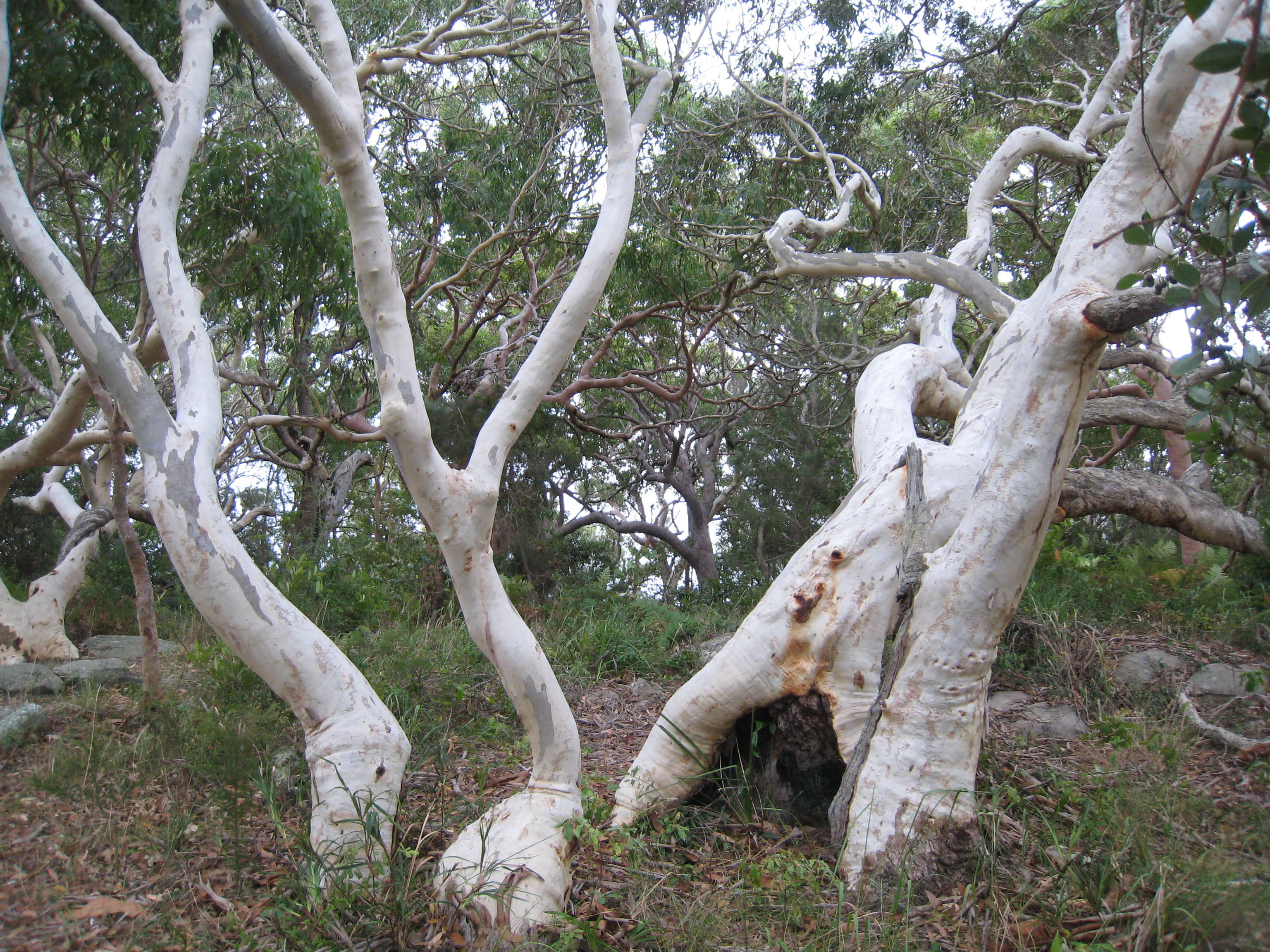
Kmeny E. haemastoma
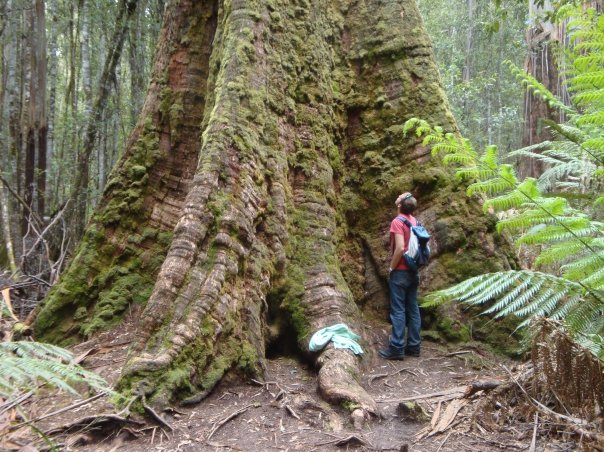
Pata kmene E. regnans

### Květy a plody
Květy blahovičníků jsou oboupohlavné, drobné až poměrně velké, přisedlé nebo stopkaté, uspořádané do jednoduchých nebo složených okoličnatých květenství. V květech je vyvinuta češule. Kalich je čtyř nebo pětičetný, volný nebo srostlý v čepičkovitý útvar (calyptra), který se při rozkvětu odděluje kruhovitým švem a vcelku opadává. Koruna je srostlá a čepičkovitá nebo chybí. Tyčinek je větší počet (20 až 150) a jsou volné. Semeník je srostlý ze 2 až 7 plodolistů a se stejným počtem komůrek, obsahujících větší počet vajíček. Čnělka je jedna. Plodem je dřevnatá tobolka s mnoha semeny.

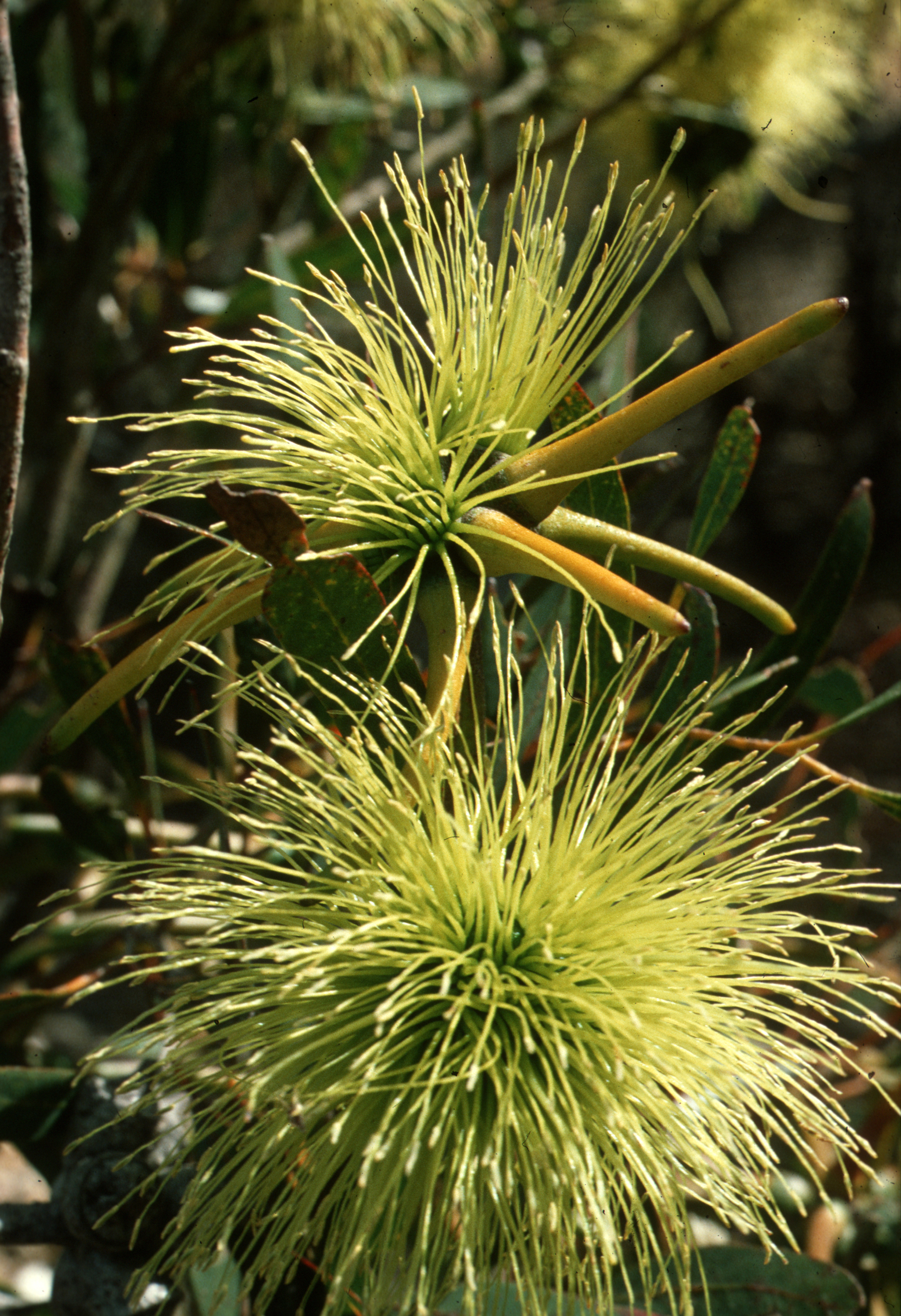
Květenství E. lehmannii
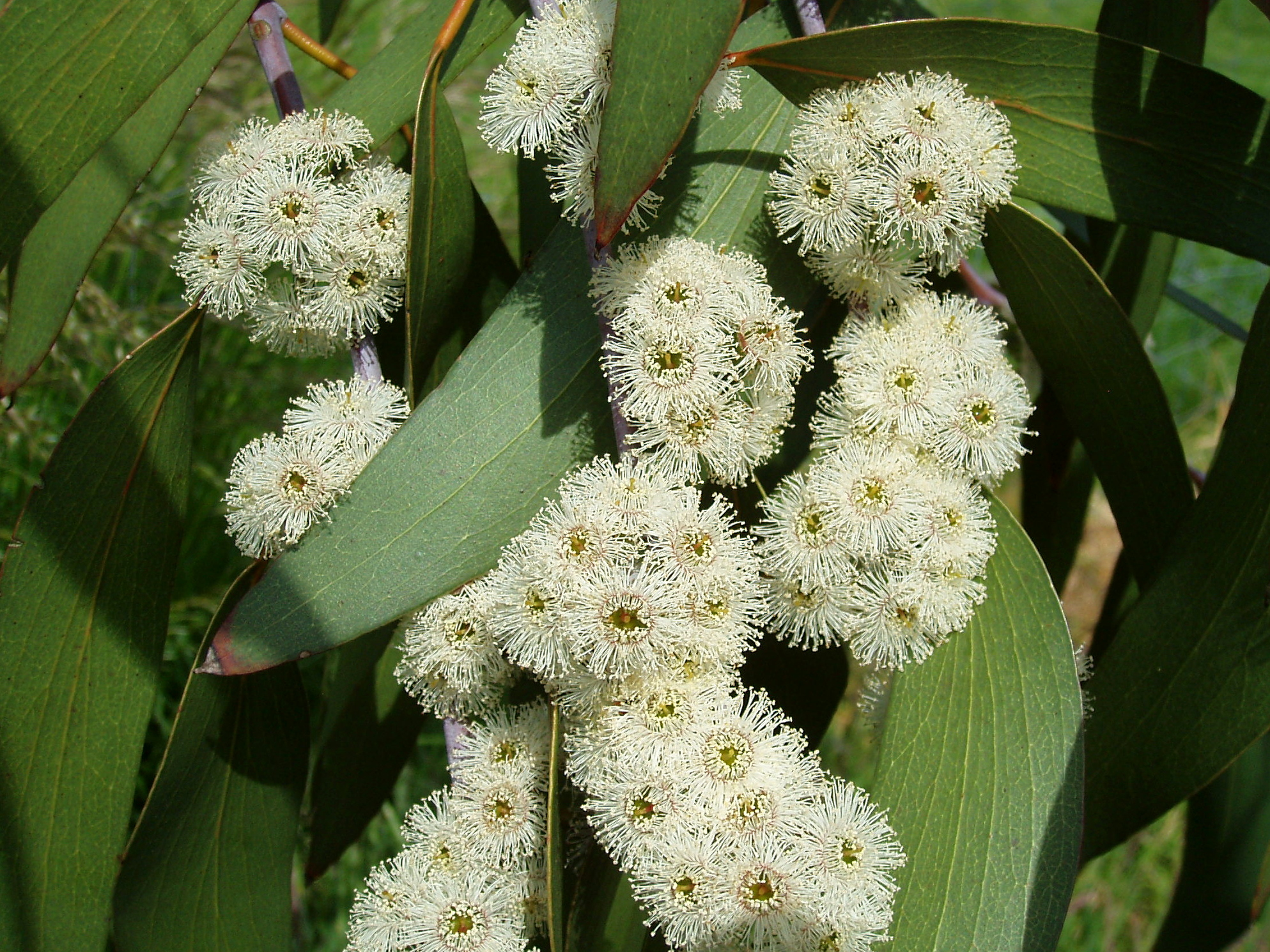
Květenství E. pauciflora
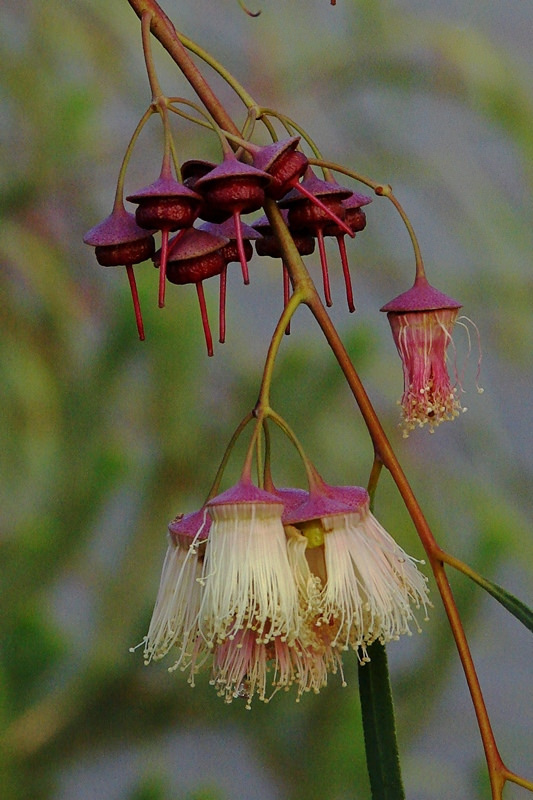
Květenství E. synandra
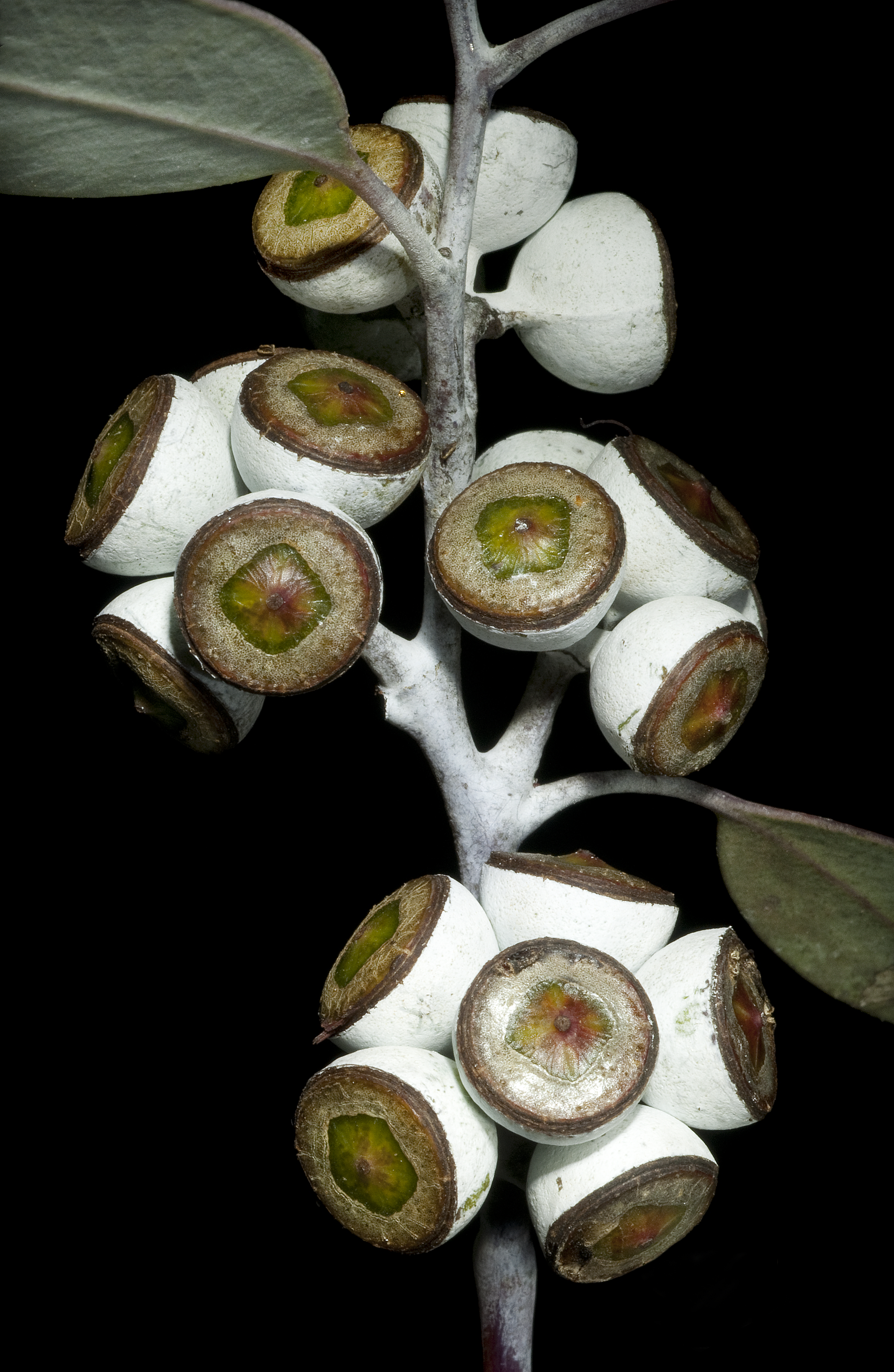
Plody E. campaspe

## Rozšíření

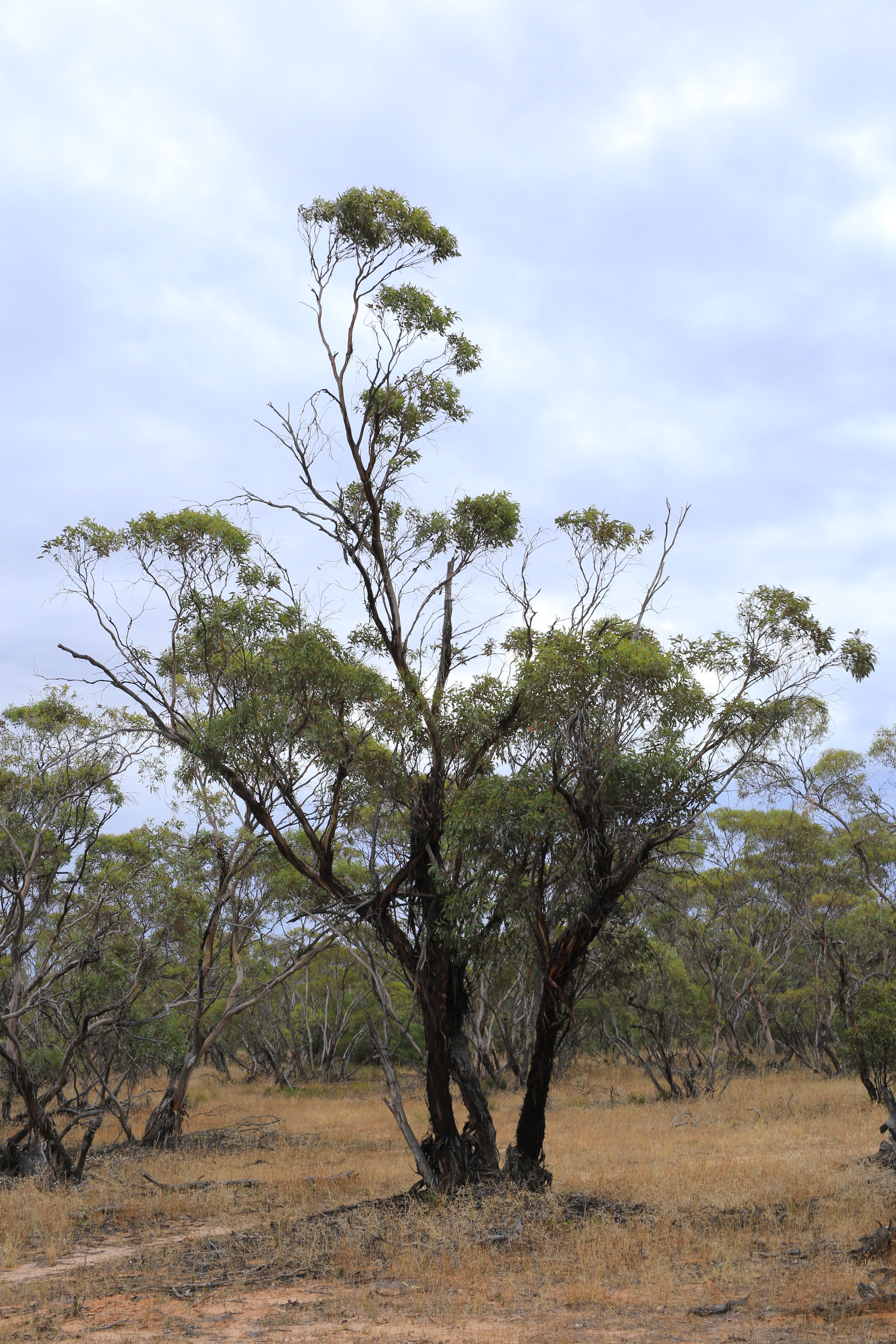
Jihoaustralský buš s dominantním druhem Eucalyptus dumosa (růstový typ mallee)

Rod blahovičník zahrnuje více než 800 druhů. Původní areál tohoto rodu zahrnuje Austrálii, Tasmánii a některé ostrovy severně od Austrálie (Nová Guinea a ostrovy východní části jihovýchodní Asie). Převážná většina druhů roste na australském kontinentu, kde blahovičník představuje po akácii 2. nejbohatší rod dřevnatých rostlin co do počtu druhů. Plocha, na níž v Austrálii eukalypty přirozeně dominují, dosahuje 28 miliónů hektarů a sahá od oblastí mírného pásu na Tasmánii až po tropické oblasti v Queenslandu. Malé plochy s přirozenými lesními porosty s dominancí eukalyptu se nacházejí i ve východní Indonésii, Nové Guineji a Filipínách.
Ze všech známých druhů eukalyptu se pouze 2 přirozeně nevyskytují na australské pevnině: Eucalyptus deglupta je rozšířen na Nové Guineji, Molukách a jižních Filipínách, E. urophylla se vyskytuje na Timoru a přilehlých ostrovech. Dalších asi 10 druhů pak zasahuje mimo Austrálii i na Novou Guineu, druh E. alba roste mimo Austrálie i na Timoru a některých dalších ostrovech Malých Sund. Všechny zbývající druhy jsou endemity Austrálie (včetně Tasmánie). Vlivem vysazování a pěstování se blahovičníky rozšířily do klimaticky příhodných oblastí téměř celého světa. Zdomácněly i na jiných kontinentech a některé druhy jsou řazeny mezi invazní rostliny.
Eukalypty rostou na pestré škále stanovišť v nadmořských výškách od úrovně moře až téměř po 3000 metrů. Jsou hlavní složkou významného australského ekosystému, eukalyptových lesů. V rámci australského kontinentu je jedním z nejrozšířenějších druhů blahovičník pobřežní, který se vyskytuje na celé škále stanovišť rozličných typů.
Nejvzácnějším druhem je naopak kriticky ohrožený keřovitý druh Eucalyptus recurva z Nového Jižního Walesu, který je v současnosti znám pouze ze dvou lokalit, na nichž roste všeho všudy 6 exemplářů.

### Růstové a ekologické formy
Blahovičníky vytvářejí v závislosti na podmínkách okolního prostředí různé růstové formy. Největší dominance dosahují v nepříliš suchých oblastech při pobřeží australského kontinentu, kde tvoří spolu s akáciemi hlavní složku řídké stromové vegetace. Tyto blahovičníky jsou spíše nižšího stromovitého vzrůstu a patří mezi ně okolo 250 druhů. V suchém australském vnitrozemí přebírají dominanci v porostech akácie, zatímco eukalypty jsou zde svým výskytem vázány zejména na koryta sezónních vodních toků a skalnaté svahy hor.
Vysoké a rychle rostoucí druhy eukalyptu jsou soustředěny do vlhčích, lesnatých oblastí zejména ve východní a v menší míře i jihozápadní části kontinentu.
Zvláštních růstových forem nabývají eukalypty na jihu kontinentu, kde převládají písčité a velmi chudé půdy. Hlavní kmen u nich mívá podobu dřevnaté podzemní hlízy, z níž vyrůstají ve větším počtu keřovité kmínky. Tento typ se označuje jako mallee.
Pouze nemnohé druhy blahovičníků zasahují do vysloveně aridních oblastí, kde dosahují jen nízkého a převážně keřovitého vzrůstu. Patří mezi ně např. Eucalyptus rameliana a E. pachyphylla. Některé druhy rostou na zasolených půdách nebo jsou přizpůsobeny periodickým záplavám.

## Ekologie

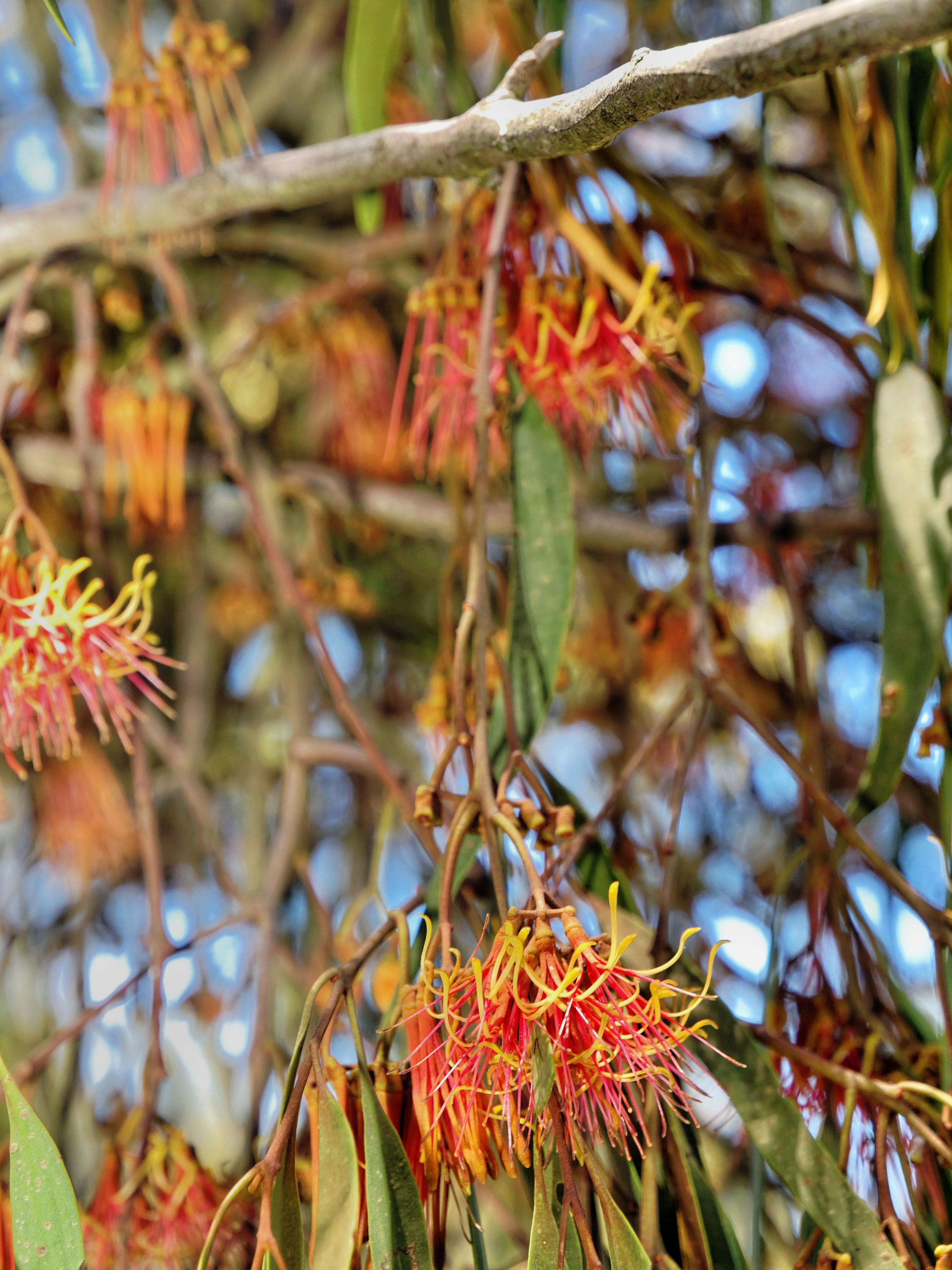
Kvetoucí poloparazitický keř Amyema pendula na eukalyptu

Eukalypty se adaptovaly na širokou škálu ekologických stanovišť. Jsou poměrně světlomilné a není znám žádný druh, který by prospíval ve stinném lesním podrostu.
Listy mnohých druhů ze sušších oblastí jsou svěšené a navíc se natáčejí hranou vůči slunci, čímž snižují ztráty vody odpařováním. Díky tomu prochází jejich korunami dostatek světla a eukalyptové lesy v nepříliš aridních oblastech mívají bohatý podrost. Průduchy jsou u takových listů na obou stranách čepele. Listy druhů pocházejících z tropického deštného lesa bývají naopak postavené horizontálně, což souvisí s kompeticí o světlo s ostatními pralesními dřevinami, a průduchy jsou vyvinuty jen na spodní straně. Na kmenech a větvích blahovičníků rostou poloparazitické keře z čeledi ochmetovité, konkrétně různé druhy rodů Amyema, Dendrophthoe a Muellerina.

### Opylování a šíření semen
Květy eukalyptů vytvářejí hojný nektar a jsou opylovány širokou škálou hmyzích opylovačů, mezi nimiž převažují zejména různé včely a vosy. Příležitostně je opylují i ptáci, savci nebo i vítr. Semena jsou drobná (jen 1 až 3 mm), vytvářejí se ve značném množství a postrádají létací zařízení. Šíří se větrem, zpravidla však doletí jen na krátké vzdálenosti. Postrádají zásobní pletivo (endosperm) a mladé semenáčky jsou proto ve zvýšené míře závislé na fotosyntéze děloh a rychlém zakořenění ve vhodném substrátu, v opačném případě brzy hynou.

### Interakce se živočichy
Blahovičníky poskytují potravu i úkryt široké paletě různých živočichů. Eukalyptové lesy poskytují útočiště asi polovině australských druhů ptáků (dohromady asi 234 druhů) a potravu četným druhům zejména vačnatých savců, jako jsou klokani, vačice nebo koala medvídkovitý.
Jsou také zdrojem potravy pro rozličný hmyz. Jejich listy se živí některé strašilky, brouci (zejm. mandelinky a listokazi rodu Anoplognathus) a housenky různých druhů můr. Na rostlinách sají četní zástupci mer, dřevem se živí termiti. Listy eukalyptů spásají housenky australského martináče Opodiphthera eucalypti a různých dalších můr (Panacela lewinae, Epicoma melanospila, Doratifera vulnerans aj.). Na kořenech se živí housenky velké můry Abantiades hyalinatus, pod kůrou vrtají housenky můry Culama australis, ve dřevě housenky různých druhů drvopleňů (např. Endoxyla cinereus a E. macleayi).
V jihovýchodní Austrálii konzumují listy eukalyptů ve velkém měřítku některé strašilky (zejména druhy Podacanthus wilkinsoni, P. viridoroseus, Didymuria violescens a Ctenomorphodes tessulatus), jejichž výskyt má někdy až kalamitní charakter. V Africe je největším škůdcem eukalyptových plantáží nosatec Gonipterus scutellatus, který se sem rozšířil z Austrálie ve 20. letech 20. století. Po několika kalamitách, způsobených nepřítomností přirozených nepřátel, byla z Austrálie dovezena parazitická vosa, která množství těchto škůdců redukuje.

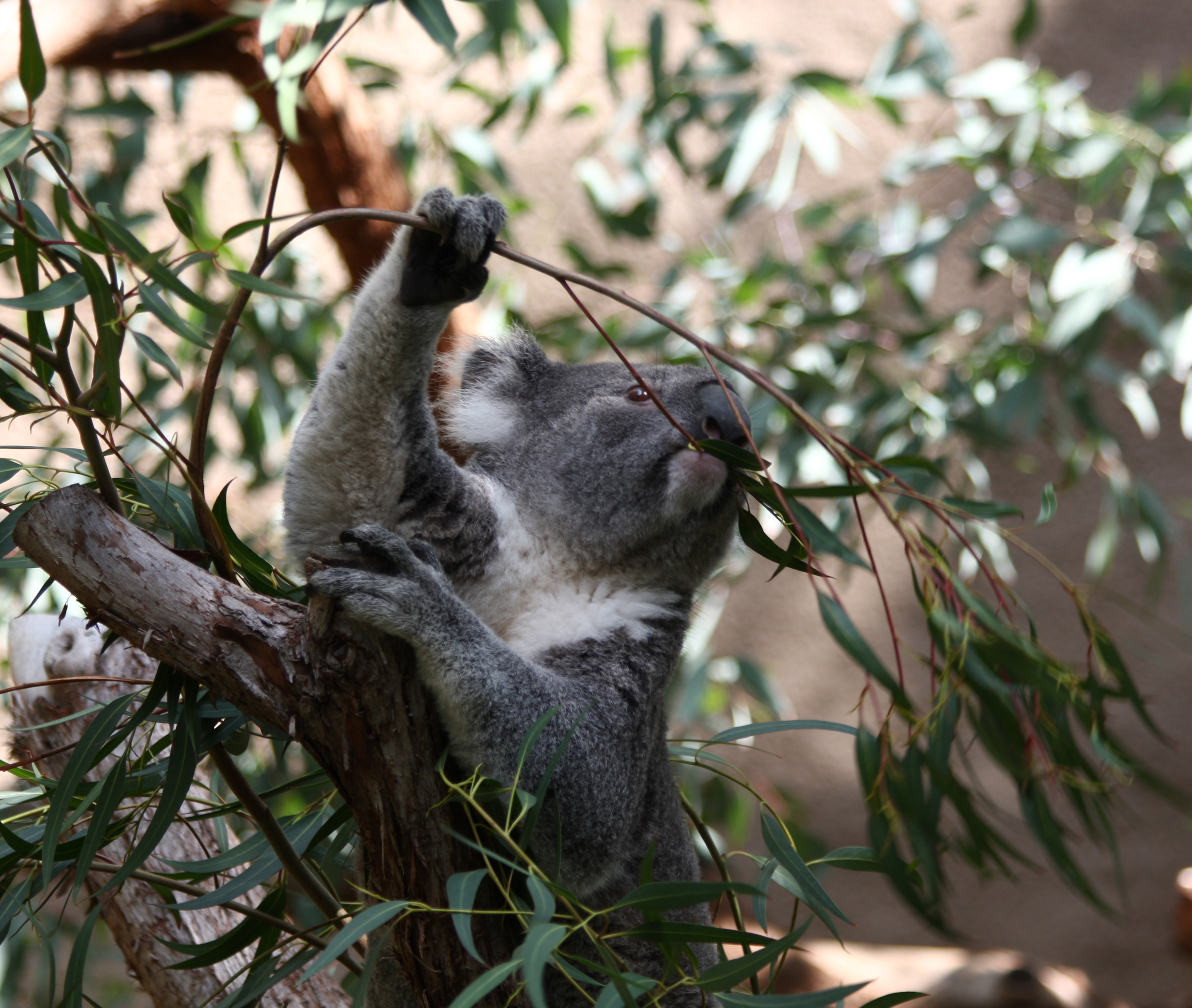
Koala medvídkovitý spásající listy eukalyptu
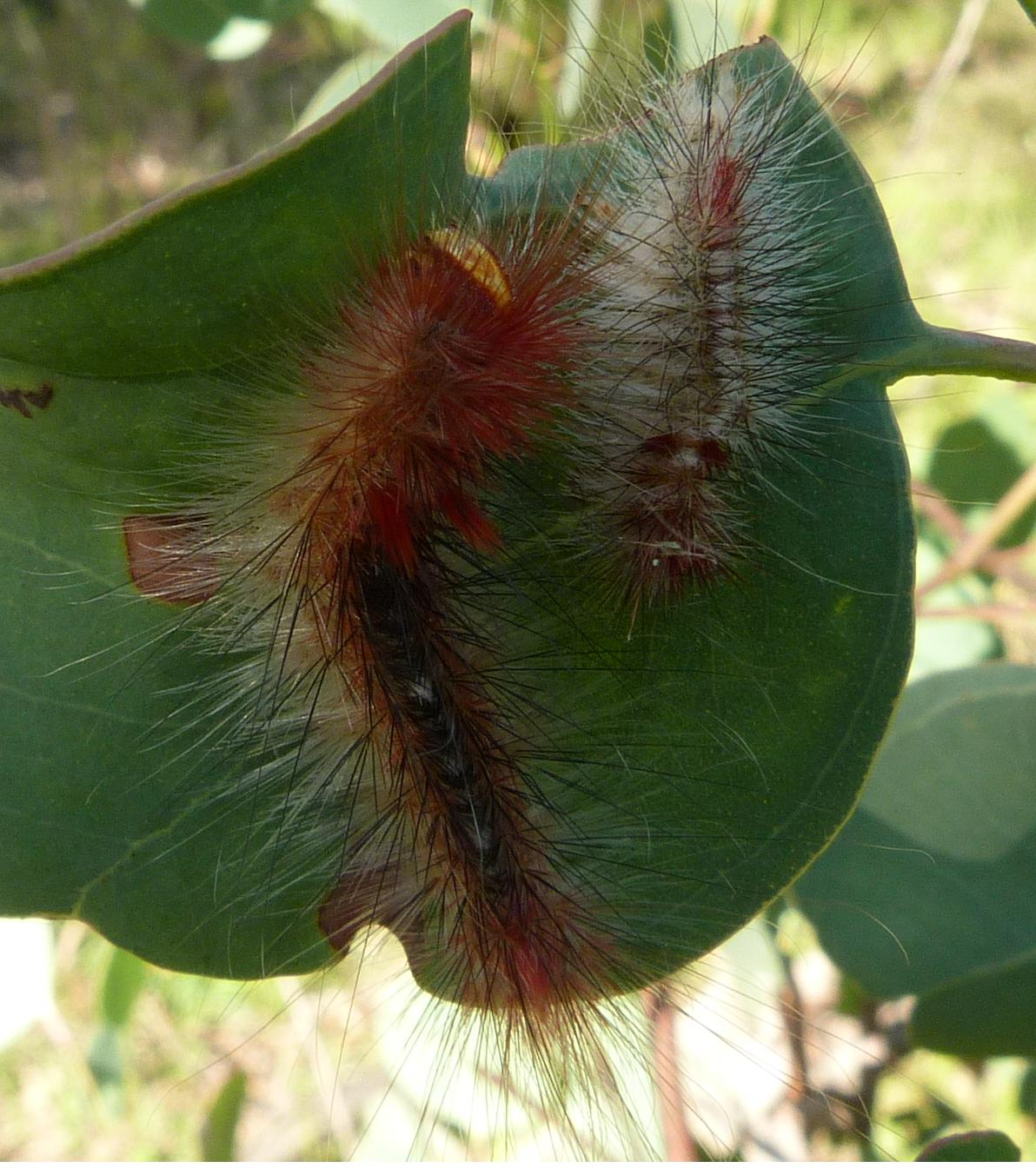
Housenky můry Chenuala heliaspis na eukalyptu
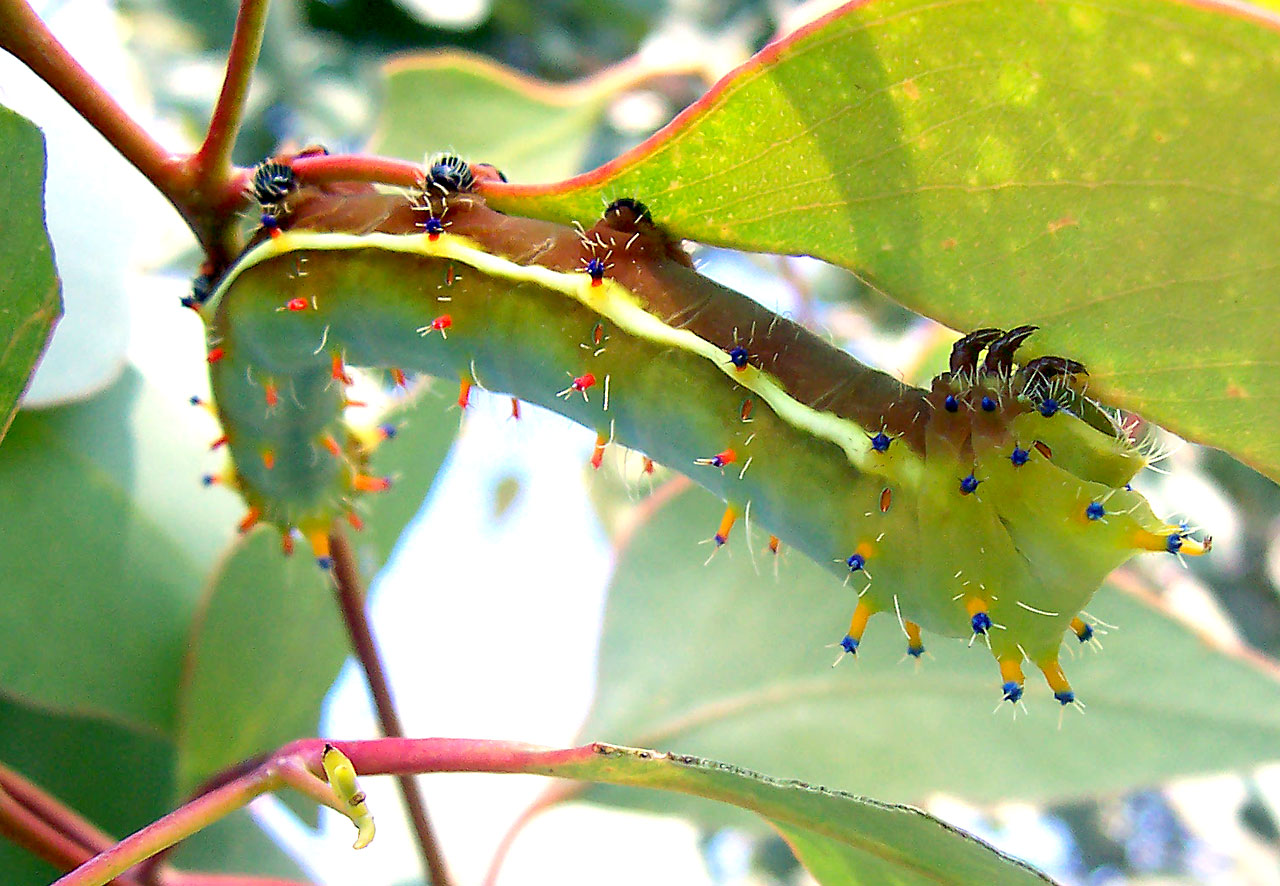
Housenka martináče Opodiphthera eucalypti na listech eukalyptu
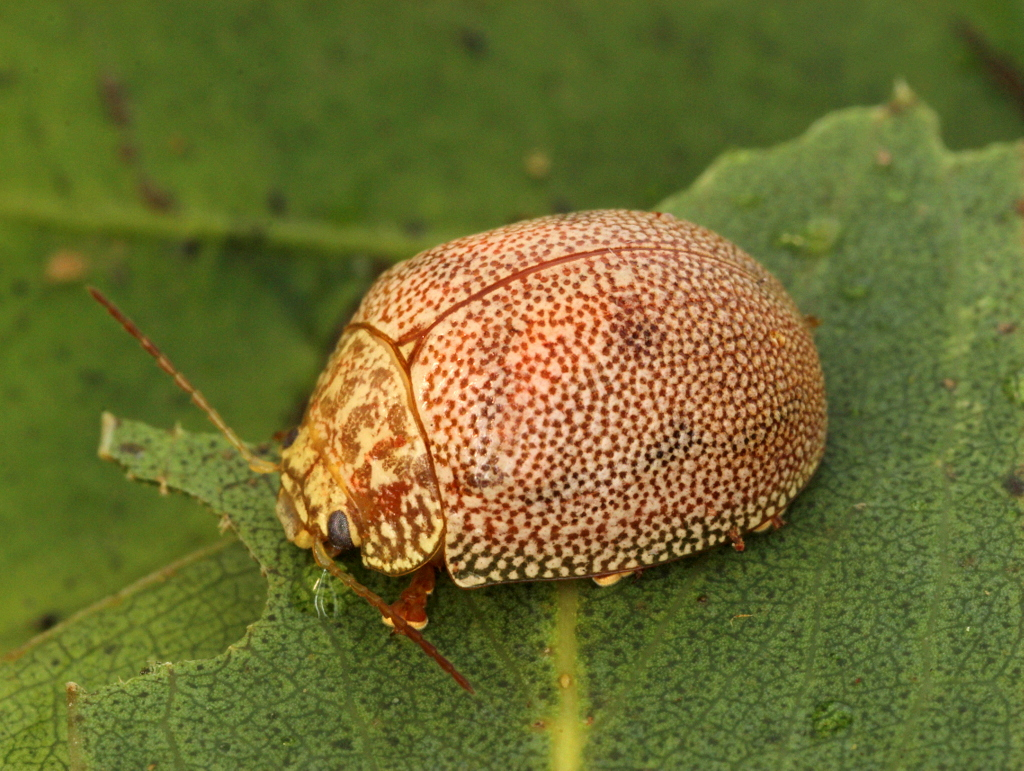
Mandelinka Paropsis atomaria na listech eukalyptu
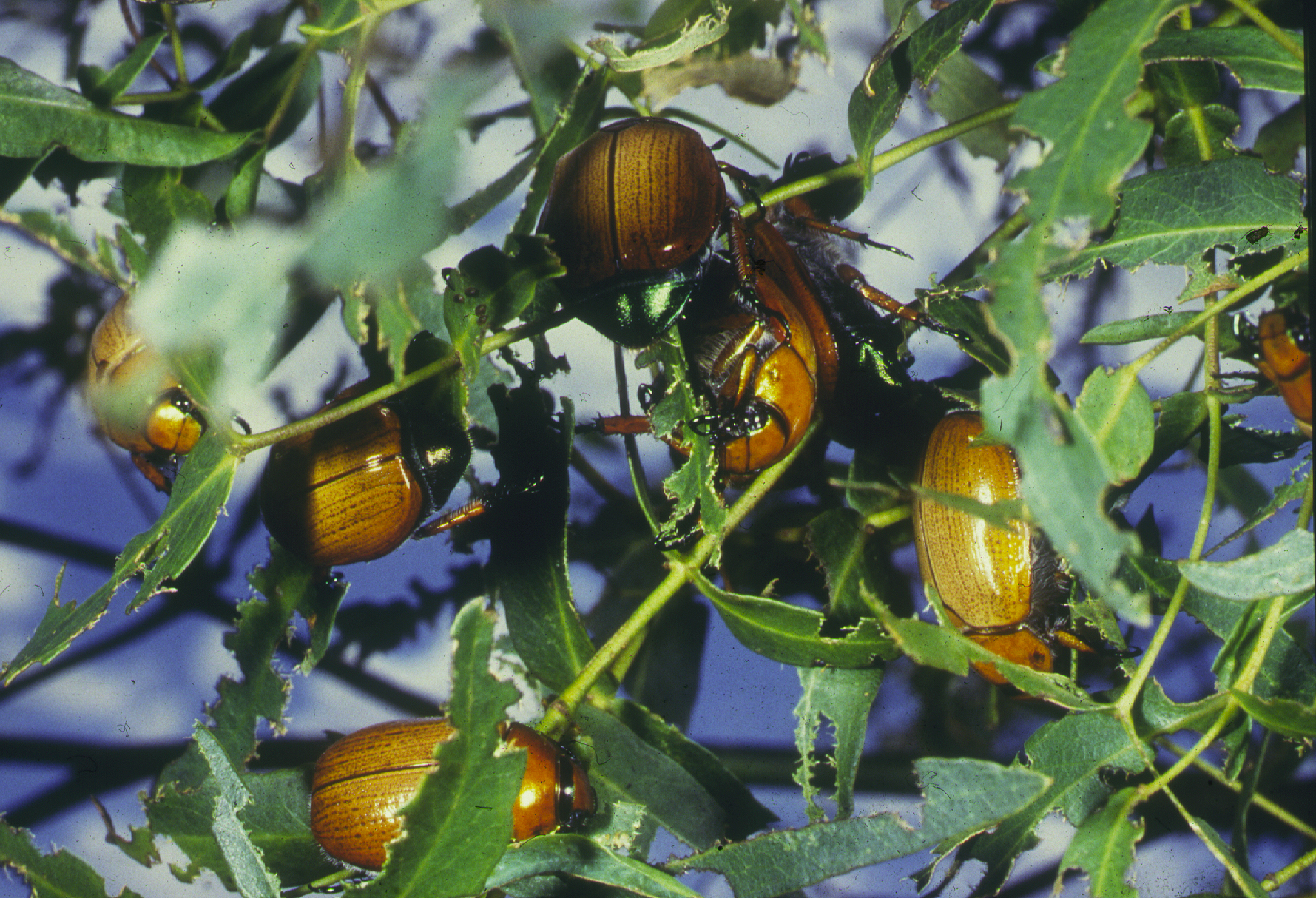
Listokazi rodu Anoplognathus na eukalyptu

### Blahovičníky a oheň

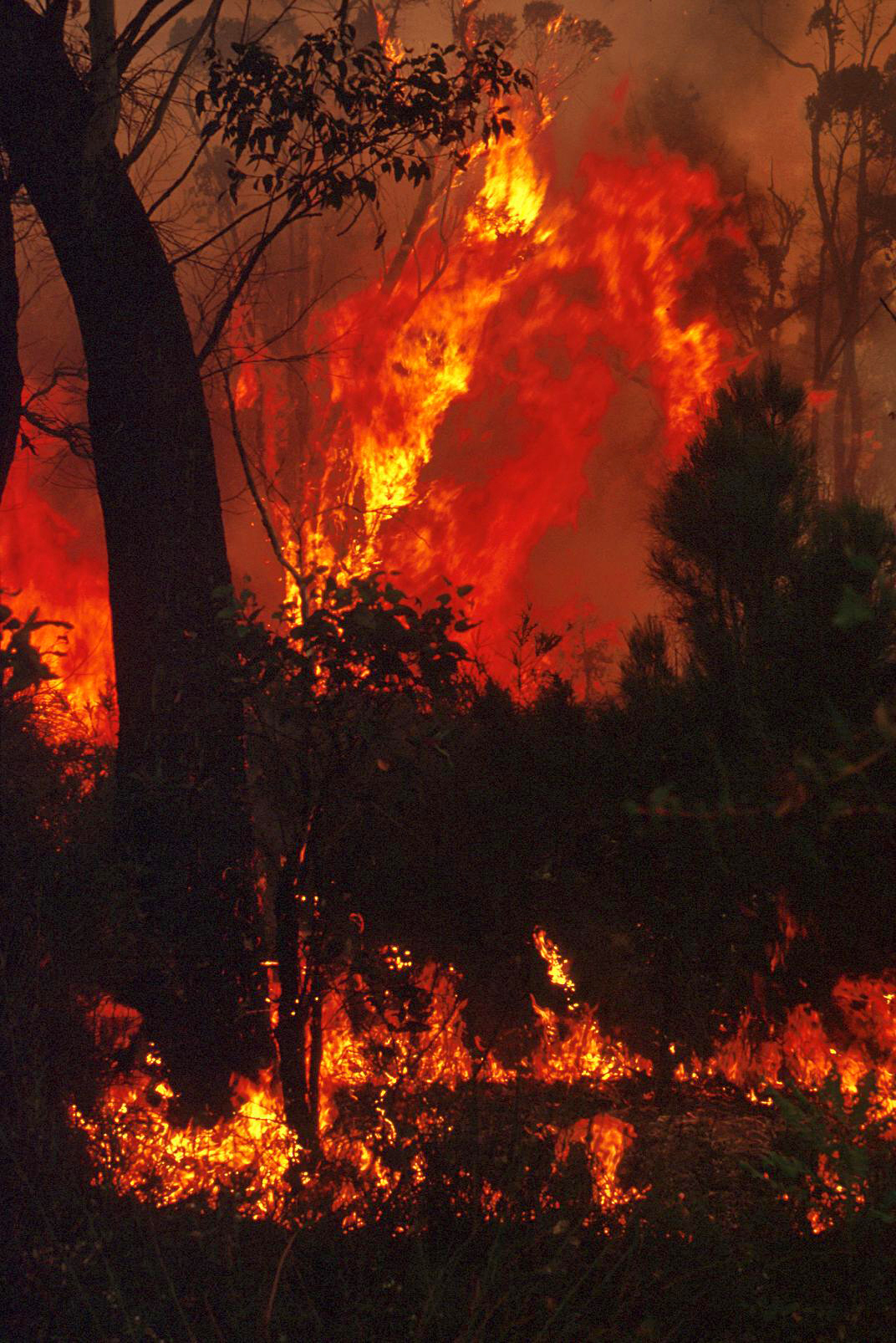
Požár eukalyptového lesa v Austrálii

Příležitostné požáry vegetace jsou v sušších oblastech australského kontinentu již po tisíce let součástí přírodního prostředí a blahovičníky jsou těmto podmínkám dobře přizpůsobeny, ba dokonce jsou na nich i reprodukčně závislé. Vyvinulo se u nich několik adaptací, díky nimž ani po působení intenzívního požáru zpravidla neodumírají a jsou schopny regenerace. Dělivé pletivo (kambium) v kmenech bývá chráněno tlustou borkou. Na kmeni a spodních větvích jsou spící pupeny, z nichž po ohoření celé koruny brzy vyrážejí nové výhony. U mnohých druhů je pod povrchem země vytvořen hlízovitě ztlustlý kmen (tzv. lignotuber), z něhož rostliny obrážejí, pokud jsou nadzemní části zcela zničeny. Tyto aspekty jsou velmi dobře vyvinuty u eukalyptů rostoucích v oblastech s častými požáry, zatímco u druhů z vlhčích oblastí jsou patrné méně. Oheň se v porostech blahovičníků šíří snadno a rychle. Čerstvé listy obsahují silice a jsou dosti vznětlivé. Na zemi bývá vrstva suchého opadu, který se díky obsahu fenolických látek jen pomalu rozkládá a zároveň je silně hořlavý. Borka na kmeni se u řady druhů odlupuje v odstávajících plátech nebo pruzích, které zůstávají viset na kmeni a oheň se po nich snadno šíří do korunního patra. K rozšiřování ohně dochází i na větší vzdálenosti, neboť hořící cáry kůry poletují vzduchem a s pomocí větru jsou schopny přenést požár o stovky i tisíce metrů dál od místa, kde se uvolnily. Eukalypty jsou na požárech závislé i reprodukčně. Dřevnaté plody se u mnohých druhů neotevřou, dokud se nedostanou do kontaktu s ohněm. Uvolněná semena s úspěchem klíčí na holé půdě, kdežto v hustší vegetaci nebo vrstvě listového opadu se rostlinky zřídkakdy ujmou. Požár tak uvolňuje cestu k vývoji další generace eukalyptů.

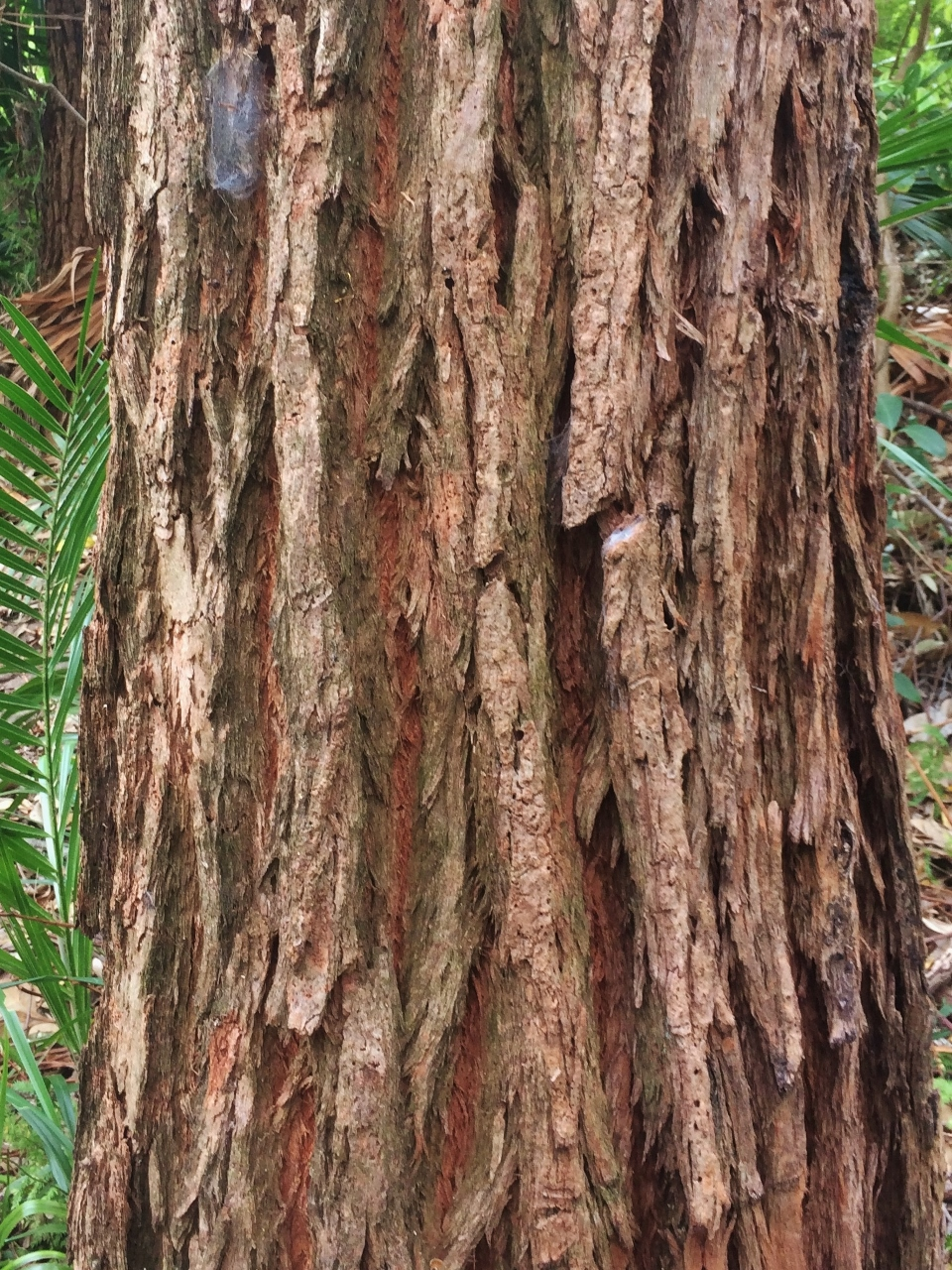
Tlustá borka na kmeni Eucalyptus robusta
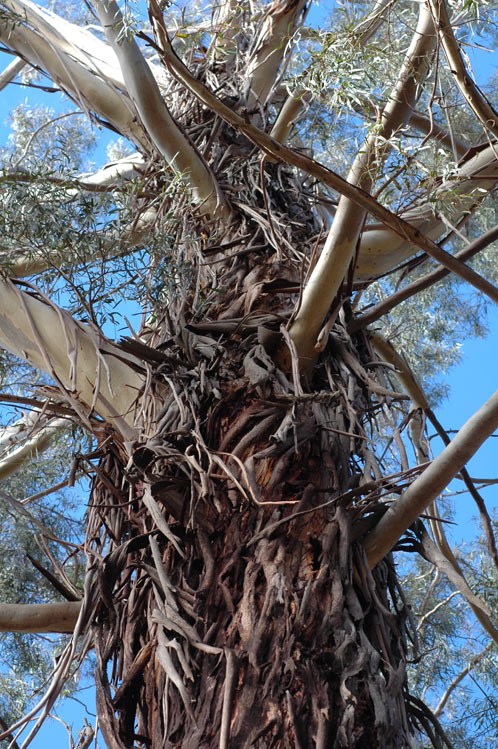
Silně odlupčivá borka na kmeni Eucalyptus badjensis
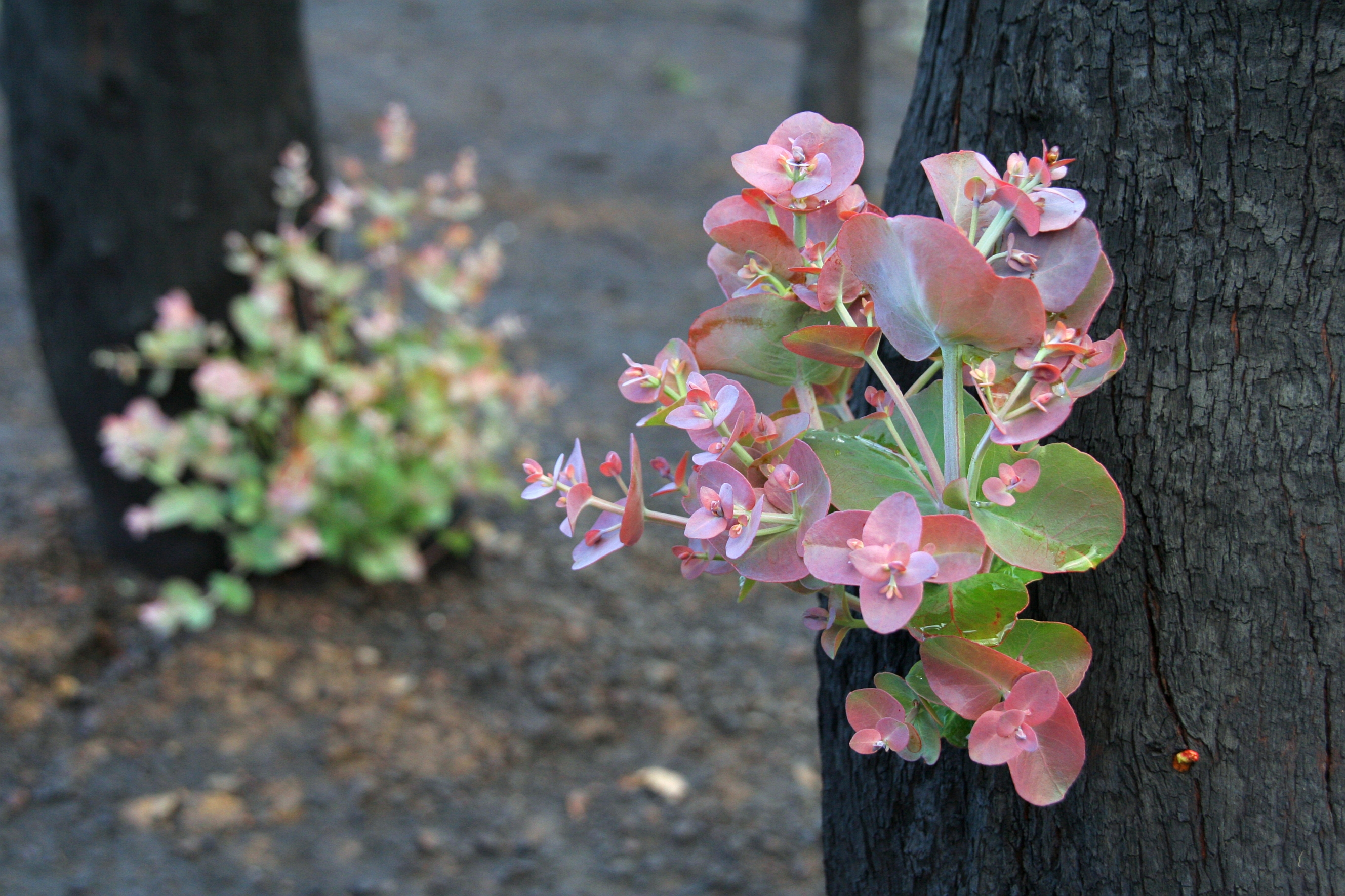
Blahovičníky, obrážející po silném požáru
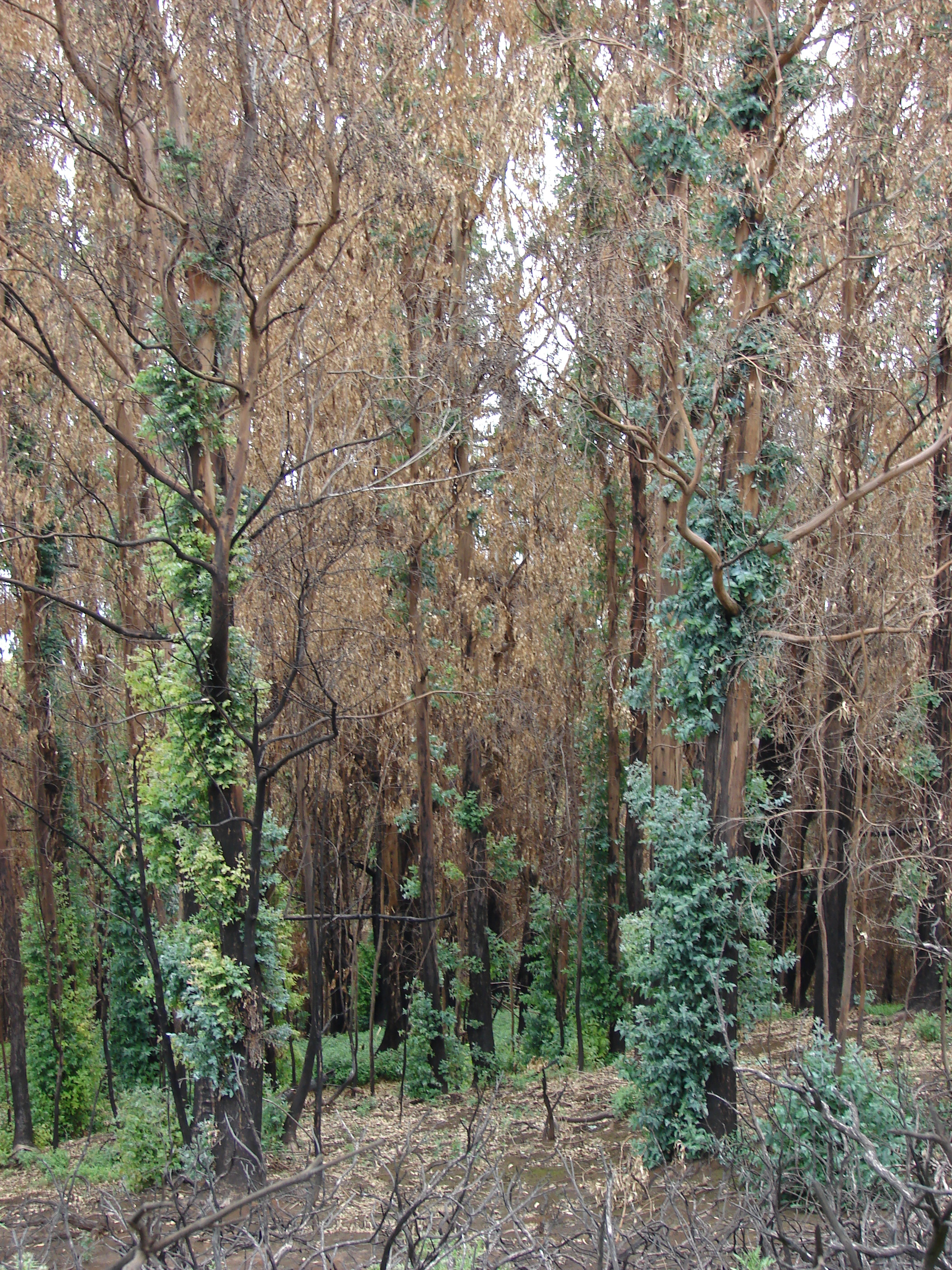
Regenerující porost blahovičníku kulatoplodého
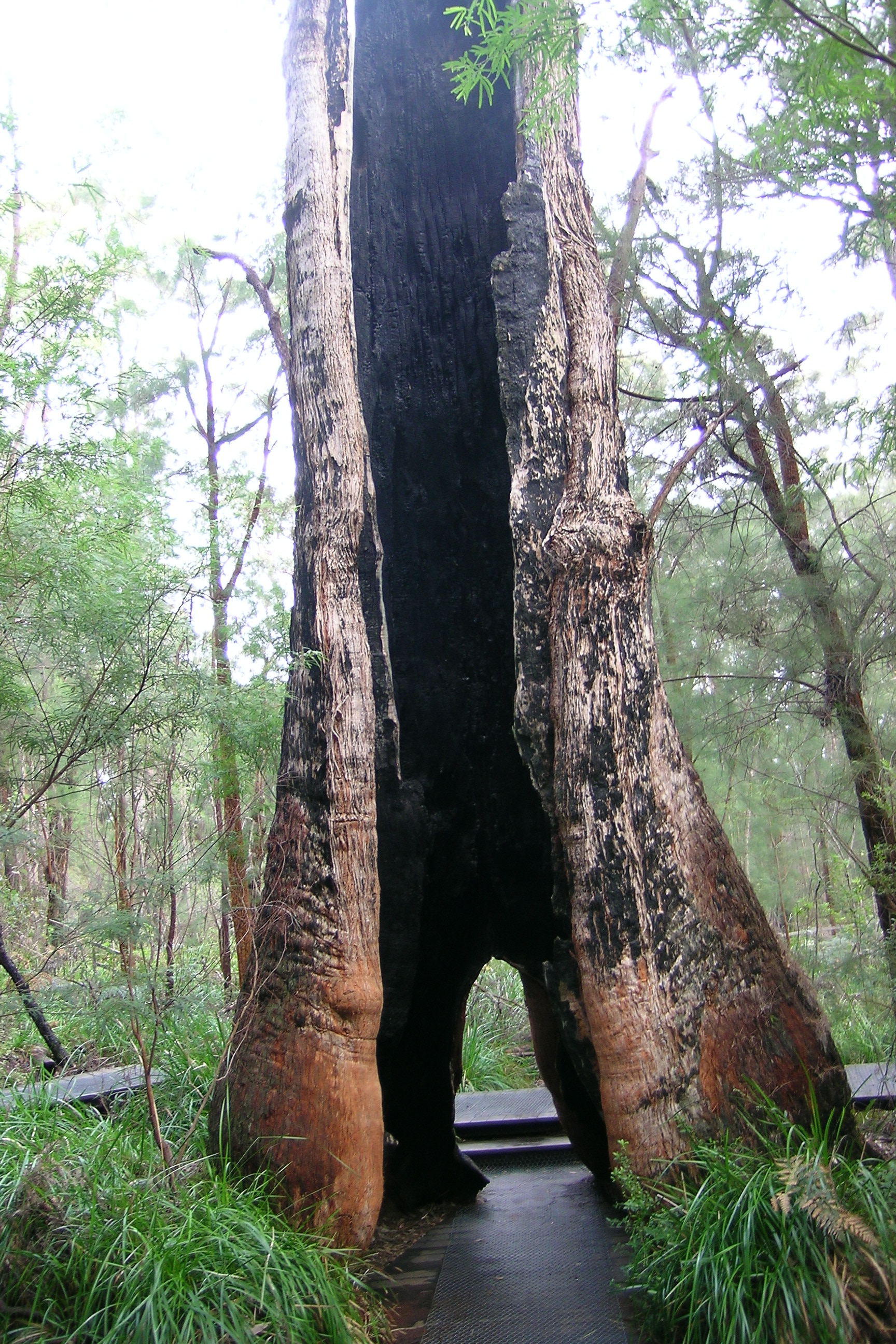
Kmen Eucalyptus jacksonii, vyhloubený požárem

### Invazivita
Vitalita eukalyptů a úspěšnost jejich pěstování mimo Austrálii souvisí s nedostatkem přirozených škůdců, neboť eukalypty se množí zpravidla semeny a při jejich výsadbě proto nedochází k zavlečení herbivorů z oblastí jejich přirozeného výskytu.
V porovnání s řadou jiných cizokrajných dřevin nejsou příliš agresivními invazními rostlinami, a to navzdory jejich vitalitě, rychlému růstu a velké násadě semen. Pokud zplaňují, je to zpravidla jen v okolí výsadby. Příčina nízkého invazního potenciálu není dosud zcela uspokojivě vysvětlena. Mladé semenáčky mají vysokou úmrtnost a ve vlhčím prostředí jsou často napadány parazitickými houbami. K úspěšnému uchycení potřebují holou půdu, zatímco v zapojené vegetaci či vrstvě listového opadu rychle hynou. Další možnou příčinou jsou chybějící vhodné mykorhizní houby. Semena navíc postrádají létací zařízení a jejich dolet je omezený.

## Historie
První zprávy o eukalyptech přinesli do Evropy účastníci první plavby Jamese Cooka do australské oblasti, která se uskutečnila v 70. letech 18. století. Přistáli v Botanickém zálivu na východním pobřeží Austrálie a pokračovali v plavbě podél pobřeží na sever, přičemž pod vedením Josepha Bankse prováděli botanické sběry. Na základě přivezeného materiálu pak v roce 1788 popsal Joseph Gärtner první druh eukalyptu, ovšem nerozeznal jej jako nový rod a zařadil jej do rodu Metrosideros (železnec). Rod Eucalyptus byl popsán ve stejném roce francouzským botanikem jménem Charles Louis L’Héritier de Brutelle, a to na základě herbářových sběrů pocházejících ze 3. Cookovy výpravy. První rozsáhlejší dílo o tomto rodu bylo vydáno v roce 1867 a bylo v něm již uvedeno 135 druhů eukalyptů. První eukalyptus vysazený mimo Austrálii byl druh Eucalyptus obliqua, vypěstovaný roku 1774 ze semen v Královské botanické zahradě v Kew.
Ve Španělsku byl první blahovičník vysazen v roce 1863, o deset let později zde již byly založeny první plantáže, z nichž bylo získáváno dřevo sloužící zejména jako výdřeva v dolech a jako palivo. Některé z tehdy vysazených stromů žijí dodnes.

## Prehistorie
Fosilní nálezy blahovičníků nejsou příliš četné. V roce 2011 byl zveřejněn překvapivý nález nejstarších známých fosilií eukalyptu, nalezených v provincii Chubut v Argentině a pocházejících z období raného eocénu, z doby asi před 52 milióny let. Po morfologické stránce se tyto fosilie nejvíce blíží zástupcům recentního podrodu Symphyomyrtus. Nález dokládá, že vývoj rodu Eucalyptus nebyl v historických dobách vázán jen na australskou oblast. Z Českého masivu jsou známy fosilie rostliny †Myrtophyllum geinitzii křídového stáří, které jsou někdy přiřazovány rodu Eucalyptus jako †Eucalyptus geinitzii.

## Zajímavosti

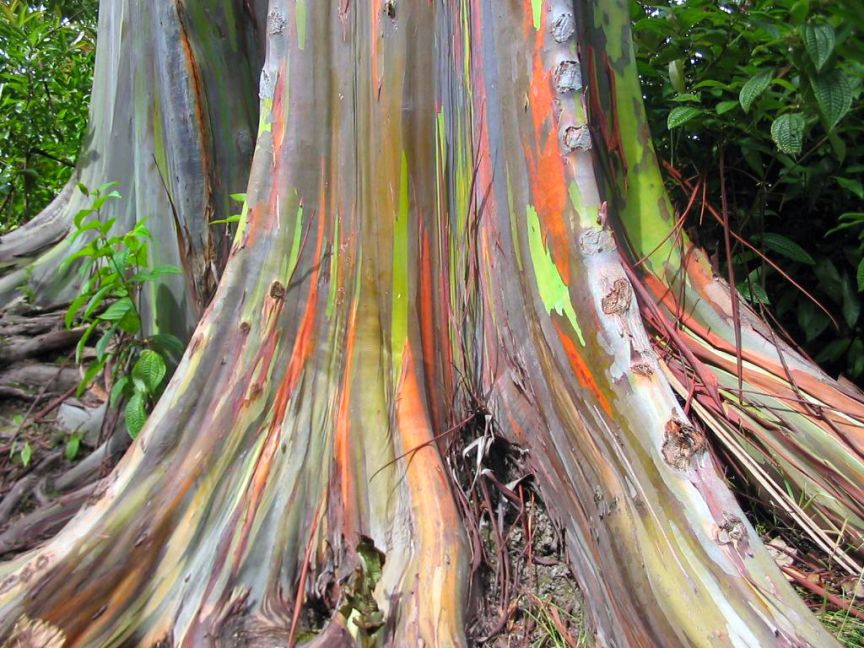
Báze kmene blahovičníku oloupaného

Blahovičník královský je nejvyšší listnatý strom světa a druhý nejvyšší druh stromu po sekvoji vždyzelené. Vyskytuje se v jihoaustralském státě Victoria a na Tasmánii. Nejvyšší ověřené exempláře dosahují výšky 100 metrů, historicky se udává až 110 metrů. Další vysoké druhy, dorůstající výšky přes 70 metrů, jsou např. blahovičník oloupaný a Eucalyptus grandis. Nejstarší eukalypty se dožívají věku 400 až 600 let. Blahovičník oloupaný, pocházející z Nové Guiney a některých ostrovů jihovýchodní Asie, je znám jako duhový strom (rainbow tree). Borka na kmeni se odlupuje ve velkých tenkých plátech podobně jako např. u platanu, jednotlivá políčka však doslova hrají všemi barvami. Atraktivní borku má také druh Eucalyptus pauciflora.

## Obsahové látky
Nejznámějšími a nejvíce využívanými obsahovými látkami blahovičníků jsou prchavé oleje neboli silice. Jejich celková skladba je u různých druhů rozdílná a podílejí se na ní zejména různé terpeny, triketony a jednoduché acylfloroglucinoly. Eukalyptové silice mají antimikrobiální účinek vůči celé řadě patogenních mikroorganismů, na němž se podílí řada různých složek. V silici blahovičníku kulatoplodého i řady dalších druhů převažuje eukalyptol (1,8-cineol), u nějž byly mj. prokázány výrazné protizánětlivé účinky. Z dalších monoterpenů obsahuje tato silice zejména limonen, p-cymen, α-terpineol, α-phellandren a piperiton. Byl u ní prokázán antibakteriální účinek mj. vůči Staphylococcus aureus a rovněž antimykotické působení vůči různým houbám. Působení odpařené silice (inhalace) se v testech ukázalo jako účinnější než její podávání v tekuté podobě. Silice má rovněž insekticidní účinek vůči komářím larvám. Z jiných druhů eukalyptů byl izolován např. krypton, vomifoliol, geranial, neral a jiné prchavé monoterpeny. Ze skupiny seskviterpenů byly zjištěny aromadendren, globulol, viridiflorol, eudesmol aj. Z neprchavých sloučenin obsahují blahovičníky zejména různé deriváty acylfloroglucinolu, flavonoidy (např. rutin), třísloviny, triterpeny a glukoestery kyseliny oleurové. Některé druhy obsahují i kyanogenní glykosidy, z nichž se po poškození tkání uvolňuje jedovatý kyanovodík. Byly zaznamenány otravy dobytka po konzumaci listů Eucalyptus cladocalyx a medvídků koala po listech Eucalyptus viminalis.
V listech i dalších vegetativních orgánech blahovičníků byl zjištěn účinný inhibitor klíčení semen a fotosyntézy vlivem inhibice transpirace (blokování otevírání průduchů). Látka je odvozena od floroglucinolu a je známa jako grandinol. Poprvé byla izolována z druhu Eucalyptus grandis, později však byla prokázána i u jiných druhů.

Monoterpen eukalyptol
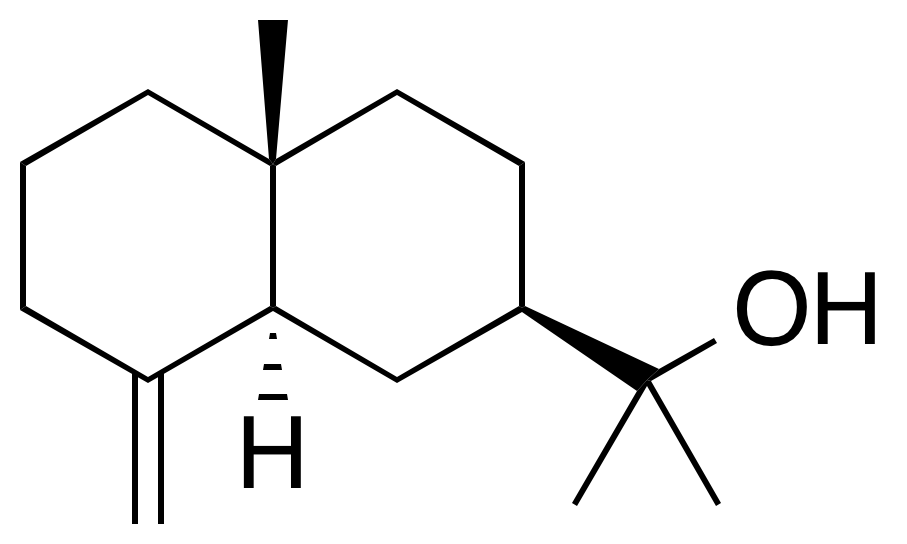
Seskviterpen eudesmol
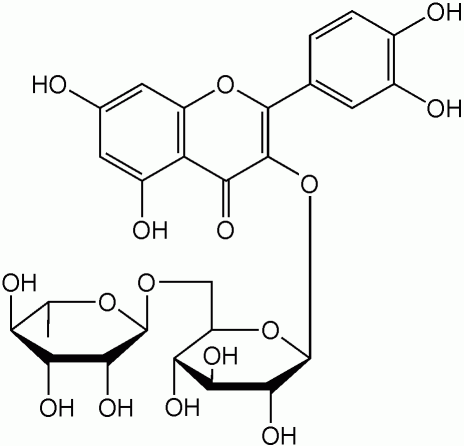
Flavonoid rutin

## Taxonomie
Rod Eucalyptus je v rámci čeledi Myrtaceae řazen do podčeledi Myrtoideae a tribu Eucalypteae. Tento tribus zahrnuje celkem 7 blízce příbuzných rodů: Allosyncarpia, Angophora, Arillastrum, Corymbia, Eucalyptopsis, Eucalyptus a Stockwellia.
V roce 1995 byly od rodu Eucalyptus odděleny samostatné rody Corymbia (asi 113 převážně červeně kvetoucích druhů) a Angophora (14 druhů). Současné molekulární studie toto taxonomické pojetí potvrzují. Rod Eucalyptus je v současné taxonomii dále dělen na 10 podrodů, z nichž 6 je monotypických (mají jediného zástupce).

## Zástupci
- blahovičník Gunnův (Eucalyptus gunnii)
- blahovičník královský (Eucalyptus regnans)
- blahovičník kulatoplodý (Eucalyptus globulus)
- blahovičník oloupaný (Eucalyptus deglupta)
- blahovičník pobřežní (Eucalyptus camaldulensis)

## Význam

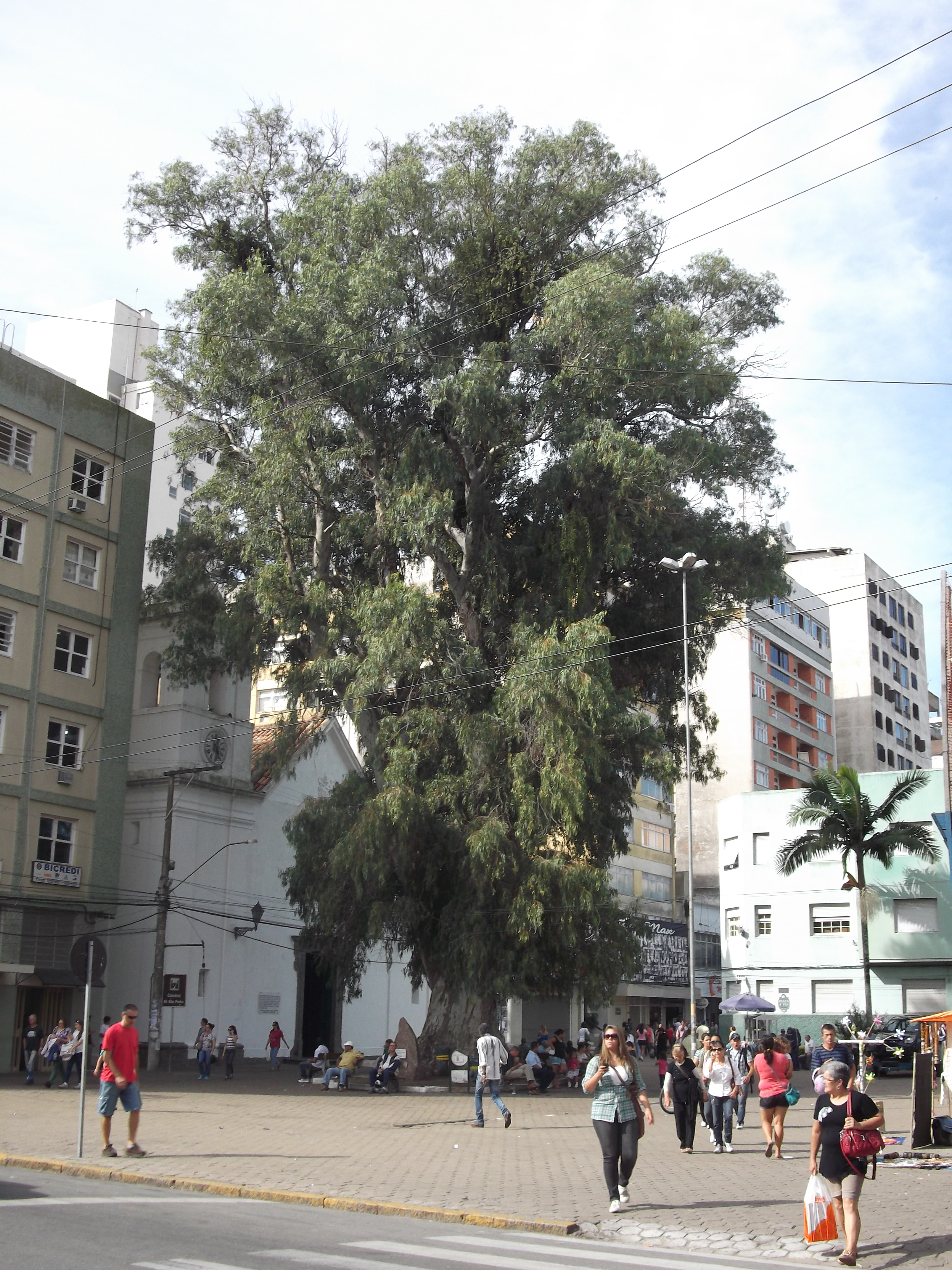
Blahovičník kulatoplodý jako pouliční strom v Brazílii

Blahovičníky jsou pěstovány na plantážích v tropech a subtropech celého světa. Celosvětová plocha eukalyptových plantáží v roce 1999 překročila rozlohu 20 miliónů hektarů. V mnohých zemích světa jsou eukalypty nejčastěji a nejrozsáhleji pěstovanými nepůvodními dřevinami, které z hlediska rozlohy v celosvětovém měřítku předstihují pouze plantáže borovic. Nejrozsáhlejší plantáže jsou v Brazílii (asi 3,2 miliónu ha v roce 1996) a Indii (asi 4 milióny ha), dále v Jižní Africe, Číně, Chile, Maroku, Portugalsku (okolo 500 000 hektarů) a ve Španělsku (asi 400 000 ha). Eukalyptům se daří spíše v sušších oblastech a jen nemnohé druhy lze s úspěchem pěstovat ve vlhkém tropickém klimatu. Mezi takové druhy patří např. blahovičník oloupaný, Eucalyptus pellita a E. urophylla. Celosvětově nejběžněji pěstovaným druhem je blahovičník kulatoplodý, druh pocházející původně z Tasmánie a Viktorie. Díky dobré adaptabilitě na různé podmínky je v řadě zemí jedním z nejběžněji pěstovaných cizokrajných stromů blahovičník pobřežní. Je to mohutný druh se širokou korunou, pocházející z jihovýchodní Austrálie.
Ve Středomoří jsou vysazovány zejména druhy blahovičník kulatoplodý, blahovičník pobřežní, E. gomphocephala, E. resinifera, E. robusta, E. rudis, E. tereticornis, E. viminalis. V tropech a subtropech jsou eukalypty často vysazovány jako okrasné, pouliční a stínicí dřeviny.

### Dřevo a palivo
Blahovičníky jsou významným zdrojem dřeva, které je využíváno zejména jako dřevo stavební, dále např. k výrobě nábytku, podlah a na stavbu oplocení. Za tímto účelem se na plantážích vysazují vzrůstné a rychle rostoucí druhy, pocházející zejména z vlhčích lesů při východním pobřeží australského kontinentu. Náleží mezi ně zejména blahovičník kulatoplodý, Eucalyptus grandis, E. saligna, E. tereticornis, E. nitens, E. dunnii, E. resinifera, E. pilularis, E. capitellata, E. paniculata a E. smithii. Jejich výhodou je jejich rychlý růst, a to i na chudých, nevýživných půdách. Dřevo z eukalyptových plantáží také stále více nahrazuje různá nedostatková tropická dřeva. Trvanlivost dřeva je u různých druhů velmi rozdílná.
Četné druhy eukalyptů jsou významným zdrojem paliva a dřevěného uhlí a vzrůstá jejich význam jako bioenergetických plodin, neboť efektivitou převyšují jiné zdroje dřevnaté biomasy.

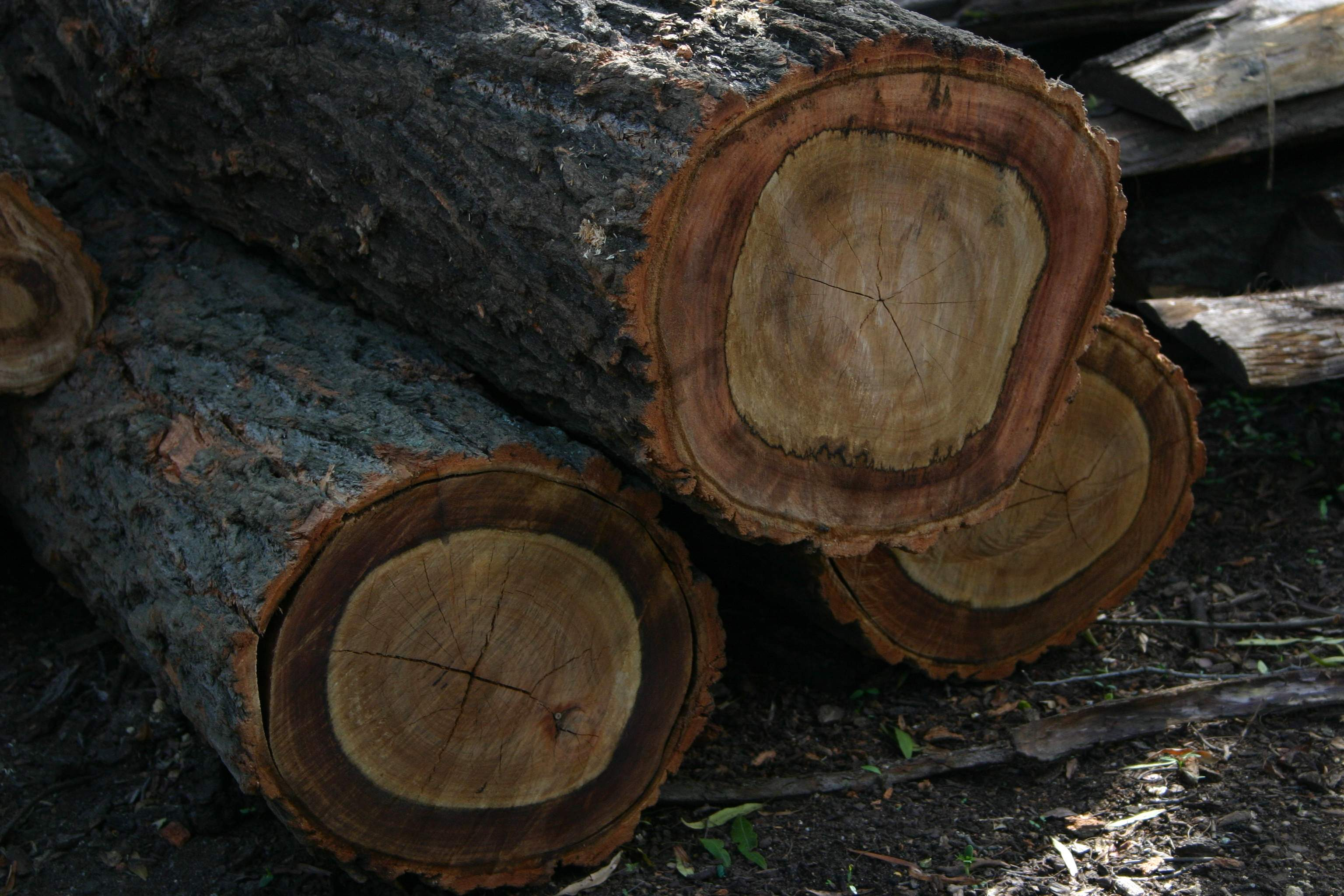
Kmeny Eucalyptus paniculata
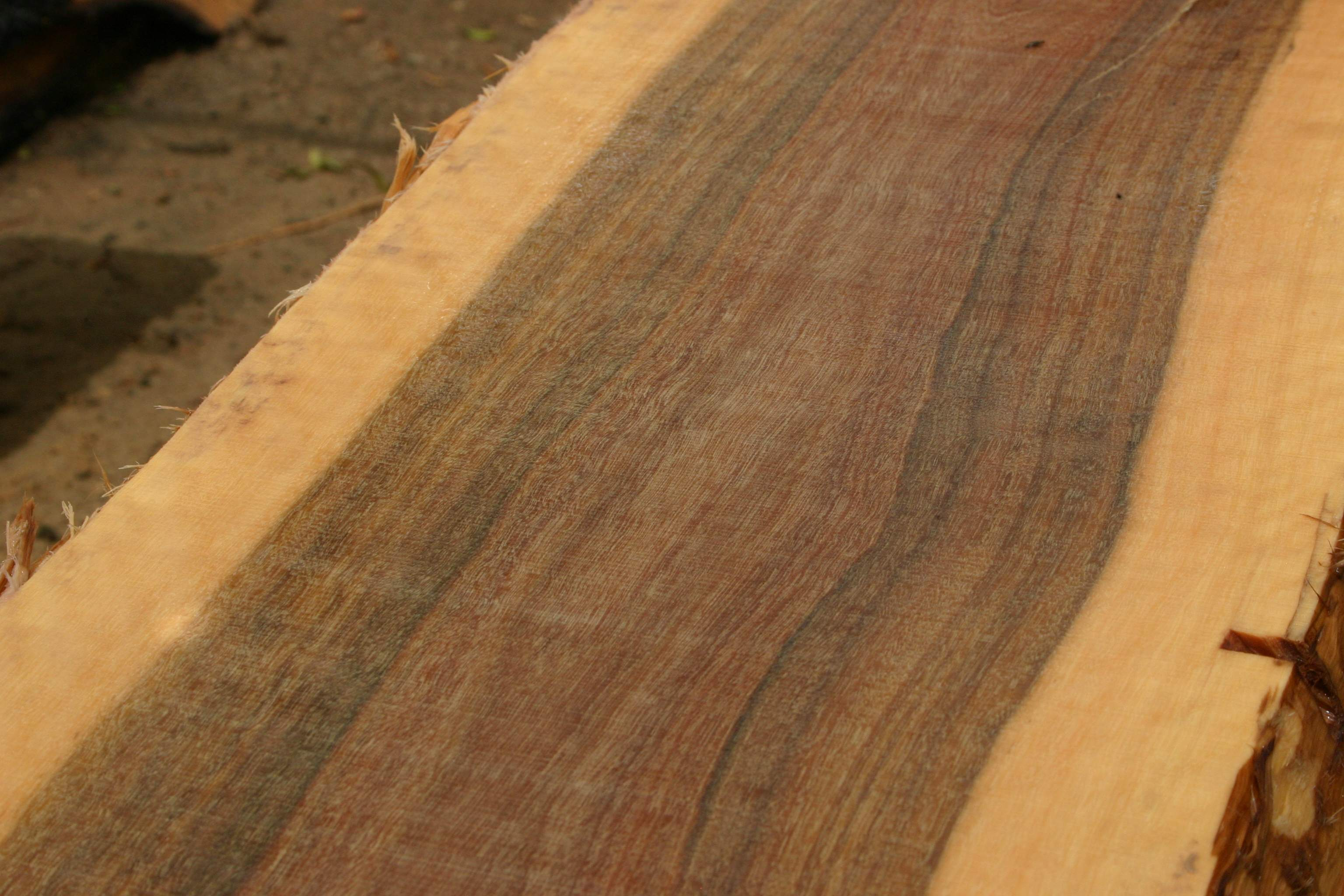
Dřevo Eucalyptus paniculata
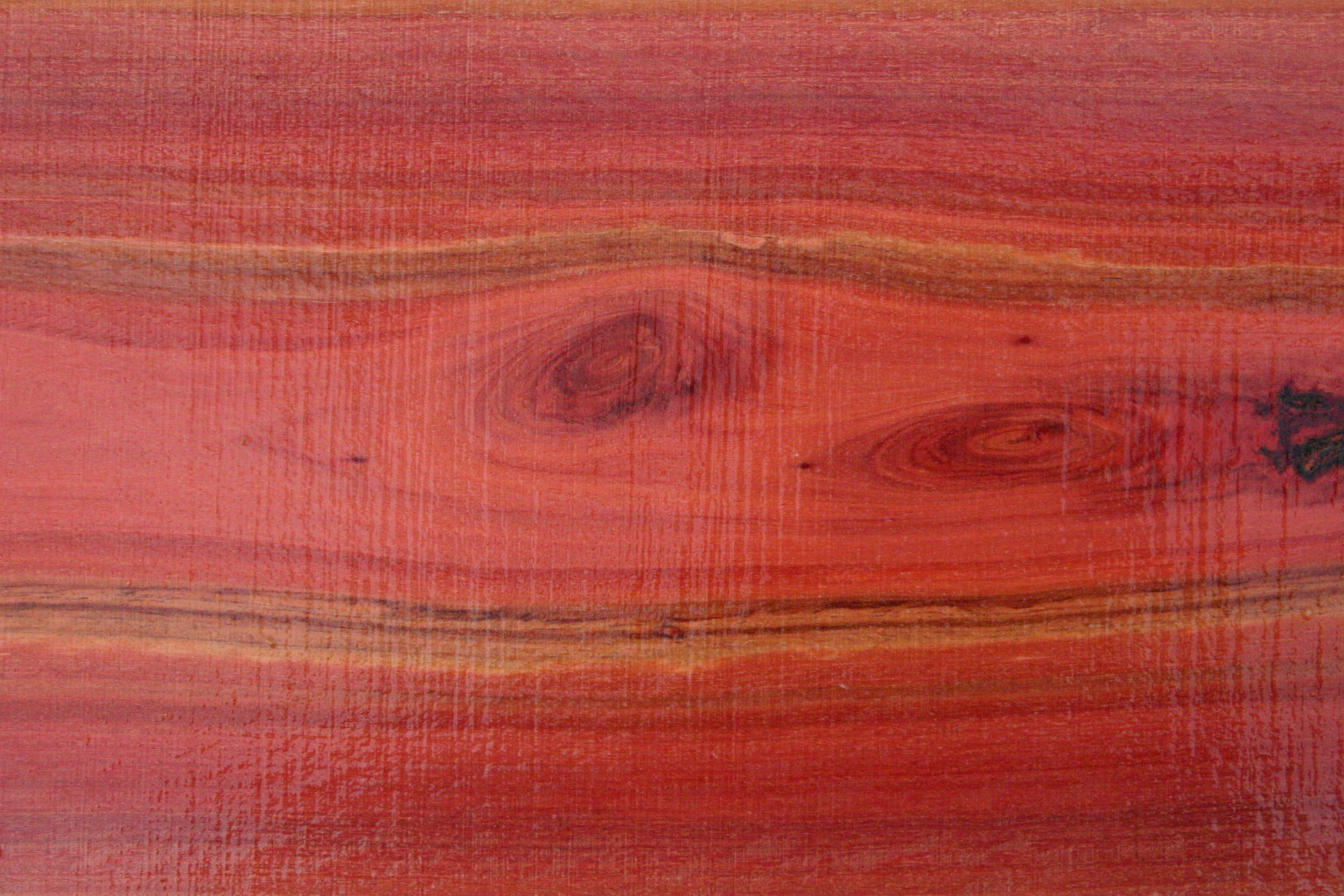
Dřevo blahovičníku pobřežního

### Celulóza a papír

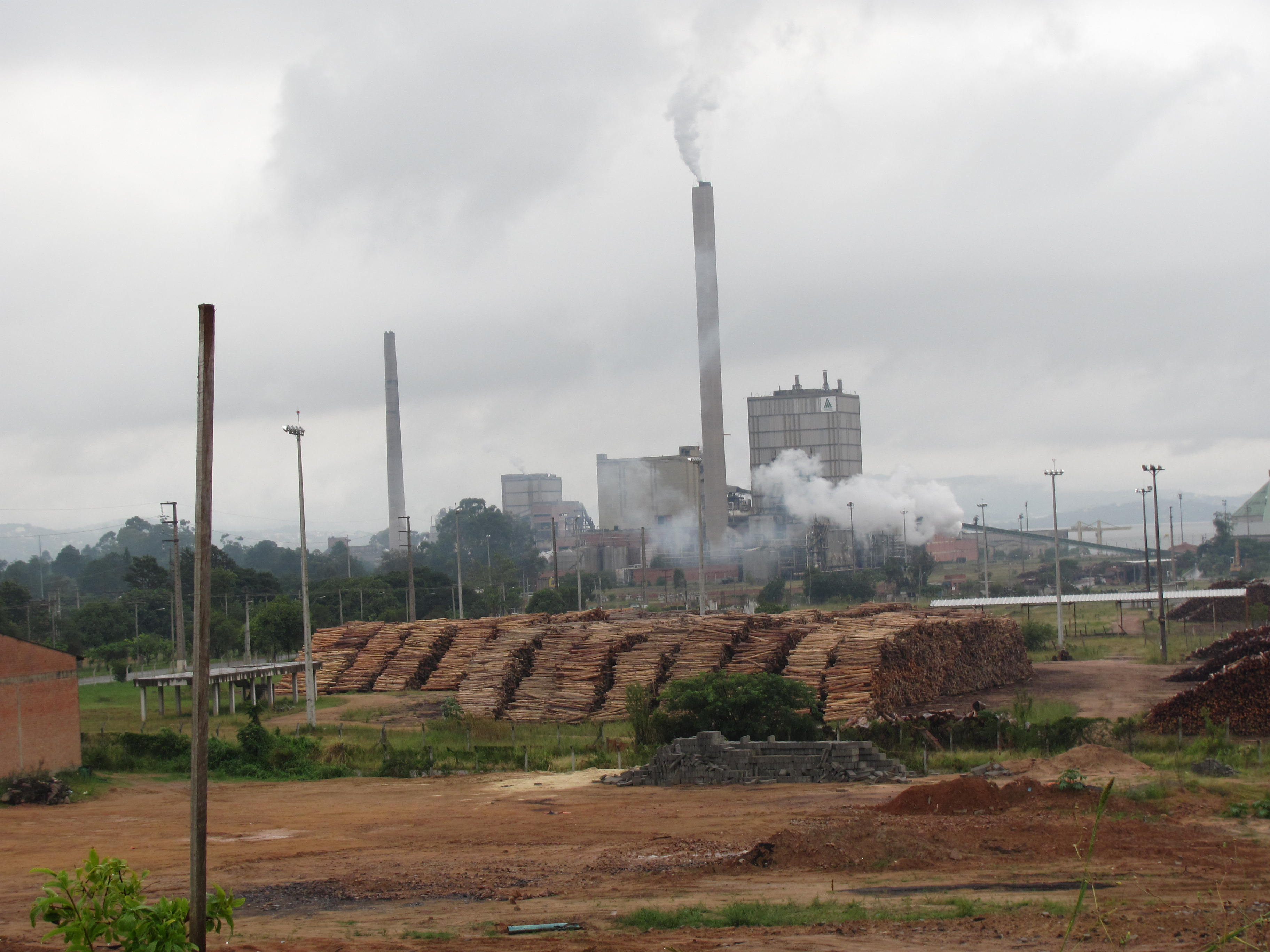
Továrna na výrobu eukalyptové celulózy v brazilském městě Guaíba

Eukalypty jsou významným zdrojem celulózy, využívané především v papírenském průmyslu. Slouží zejména k výrobě kartónů, tapet, záchodového i kancelářského papíru a dokonce i oblečení včetně součástí vojenských uniforem. Vedlejším produktem této výroby je lignin, hemicelulóza a palivo. Klasický kancelářský papír vyráběný ve Velké Británii obsahuje asi 55 % celulózy z listnatých dřevin s převahou eukalyptové celulózy, dále 20 % celulózy z jehličnanů a 15 % plniv. Eukalyptová celulóza je vyráběna nejen v Austrálii, ale i v jiných zemích včetně některých jihoevropských států. Významným vývozcem je např. Brazílie, kde sídlí gigantická firma Fibria (dříve známá jako Aracruz Celulose). Ve Španělsku je k tomuto účelu na plantážích pěstován zejména blahovičník kulatoplodý, blahovičník pobřežní a druh Eucalyptus nitens.

### Silice a oleje
Eukalyptový olej byl jedním z prvních produktů vyvážených z Austrálie. Již koncem 18. století byl získán olej z druhu Eucalyptus piperita, který vůní připomíná mátu. Olej blahovičníku kulatoplodého, získávaný z divoce rostoucích stromů v lesích Tasmánie, se stal koncem 19. století součástí trhu v západní Evropě. Používal se zejména do deodorantů, sedativ, dezinfekčních a konzervačních prostředků. V současnosti je hlavním zdrojem oleje a silic v Austrálii druh Eucalyptus polybractea. V průmyslovém měřítku jsou silice získávány rovněž z druhů blahovičník kulatoplodý, Eucalyptus dives, E. exserta, E. radiata, E. smithii a E. staigeriana. Cineol je získáván převážně z blahovičníku kulatoplodého jako vedlejší produkt z plantáží pro dřevo a celulózu. Z druhu E. staigeriana je získáván citral, silice s citrónovou vůní, z druhu E. olida E-methylcinamát.
Z druhů Eucalyptus crenulata a Eucalyptus aggregata se získává β-fenylethyl-fenylacetát, používaný k aromatizaci potravin.

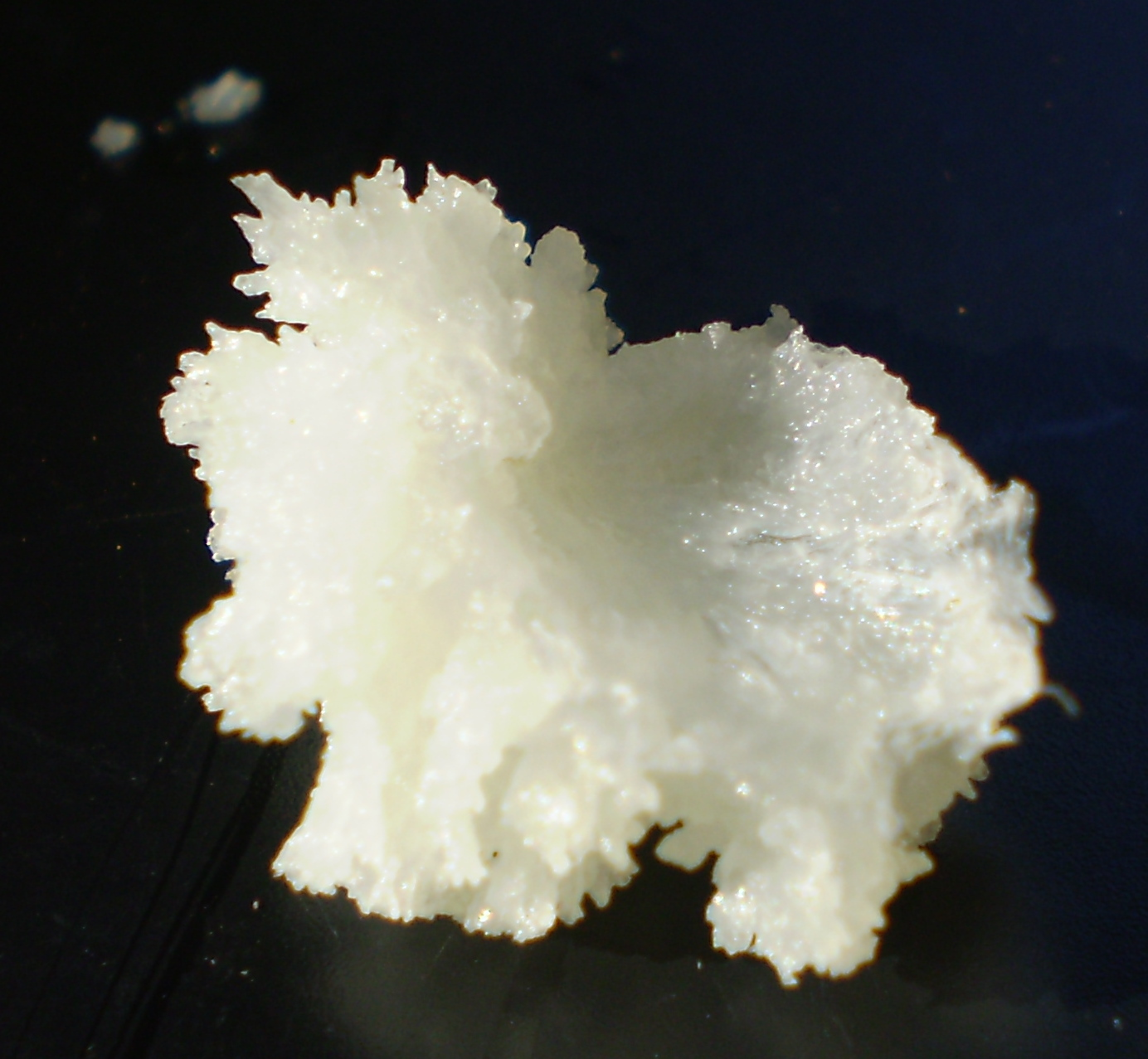
Methylcinamát, izolovaný z druhu Eucalyptus olida
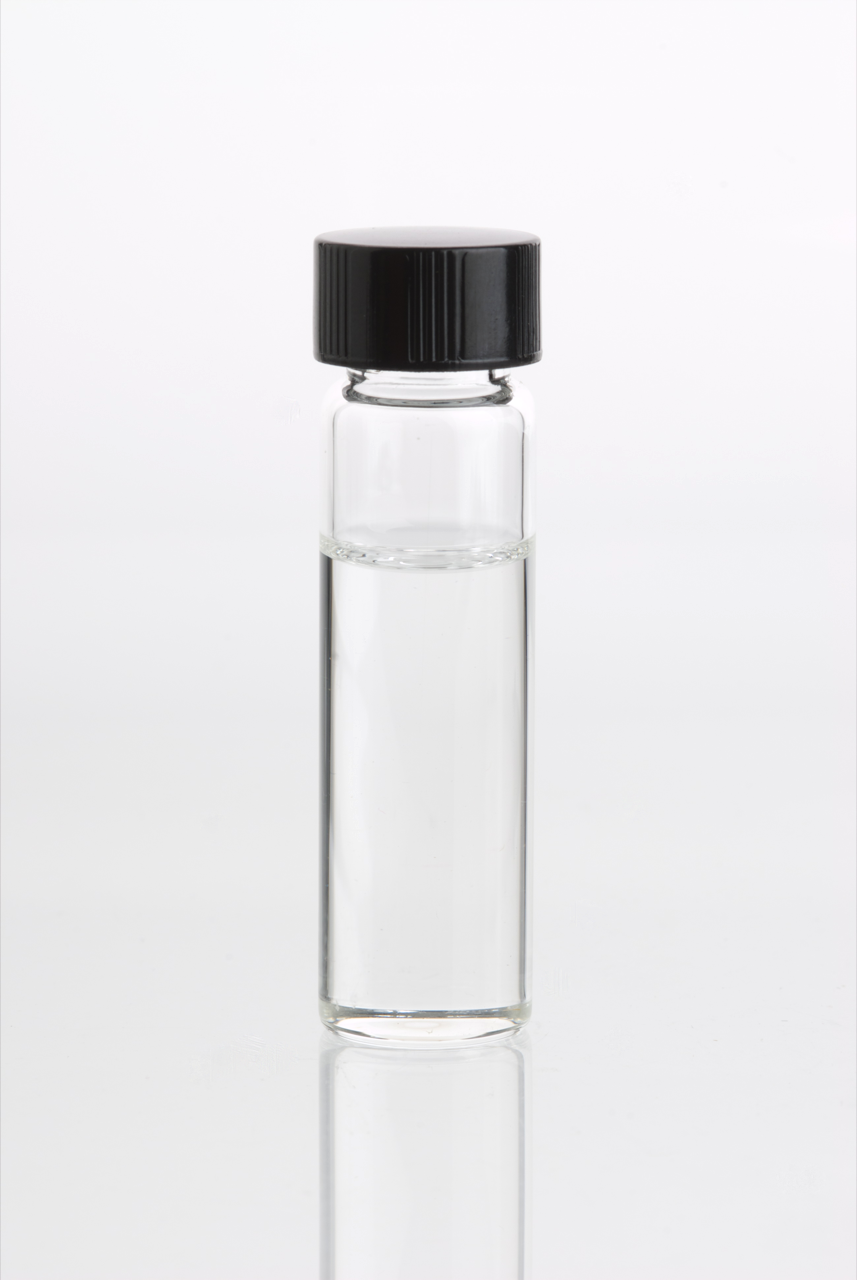
Vzorek oleje z blahovičníku kulatoplodého
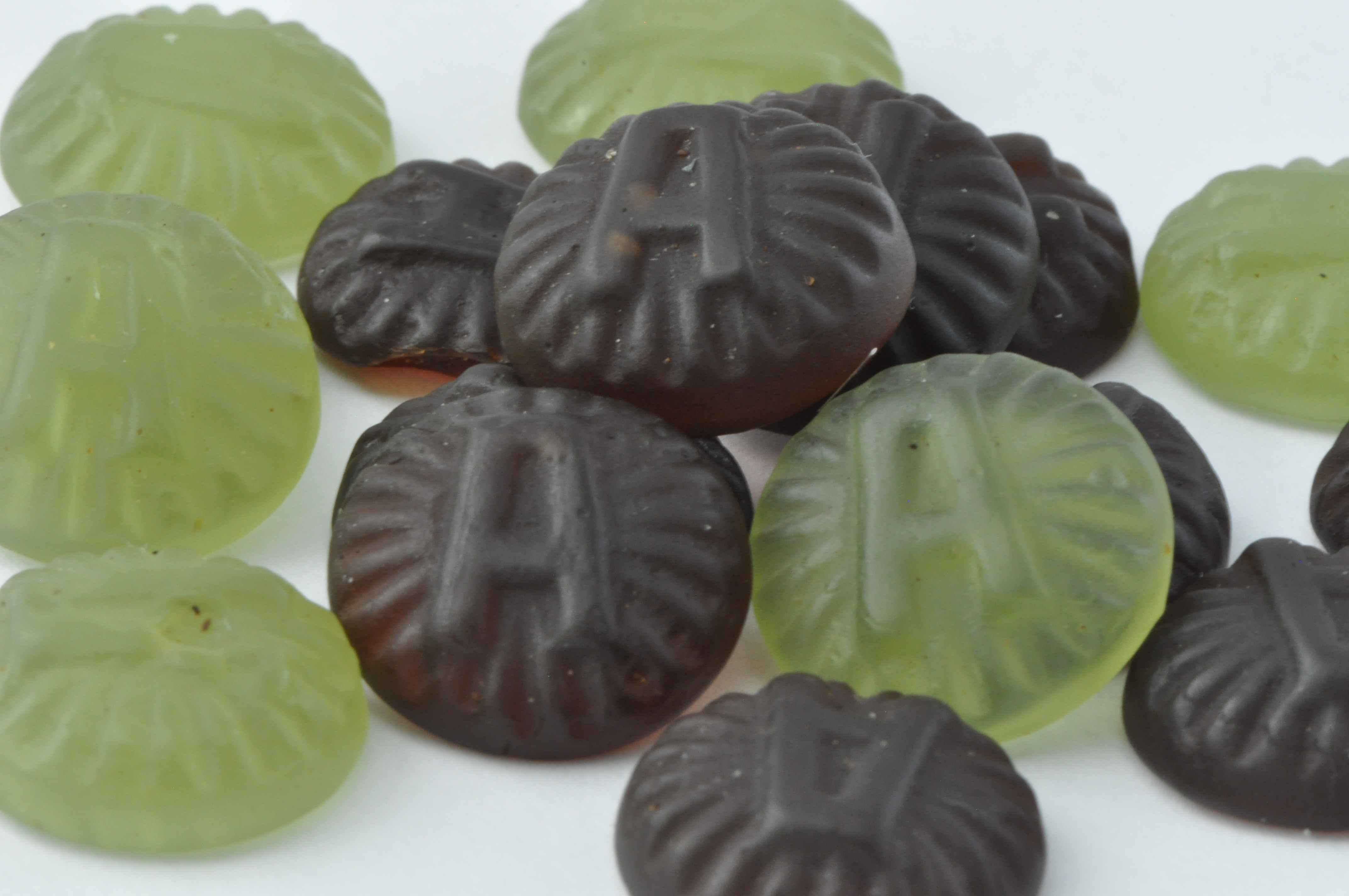
Eukalyptové a lékořicové bonbóny

### Barviva
Z listů blahovičníku královského a druhu Eucalyptus obliqua je kyselou hydrolýzou získáváno modré anthokyanové barvivo delfinidin, používané zejména k barvení hedvábí, potravin, farmaceutických a kosmetických výrobků.

### Medicína a domorodé využití
Domorodí Aboridžinci používali tradičně listy a kůru eukalyptů při nachlazení, chřipce, bolestech zubů, horečkách, průjmech, hadím uštknutí a dalších neduzích. Exudát, získávaný z porušených kmenů, se zejména aplikoval na otevřené vředy, užíval se však i vnitřně při léčení různých chorob. Řada druhů nalezla své místo v lidové medicíně i v jiných částech světa včetně Evropy. Sušené listy se kouří při astmatu, inhalace páry procházející čerstvými listy pomáhá při respiračních onemocněních a nachlazení. Oleje jsou používány při bakteriálních infekcích, kožních parazitech a při léčení urogenitálních onemocnění. Několik kapek eukalyptového oleje se přidává do koupele k uvolnění těla i mysli. Eukalyptové oleje se používají i v aromaterapii.V Číně je vyluhováním sušených listů horkou vodou získáván extrakt, který je požíván jako analgetikum, antipyretikum a protizánětlivý prostředek.
Z tlusté kůry eukalyptů vyráběli domorodí Aboridžinci nádoby na uchovávání vody, mísy a talíře. Z kůry blahovičníku pobřežního vyráběli domorodci v povodí řeky Murray kánoe. Kusy kůry o délce asi 3 metry byly svazovány pevnou a vláknitou vnitřní, lýkovou částí kůry. Z tvrdého dřeva vyráběli bumerangy, vrhače oštěpů a štíty.

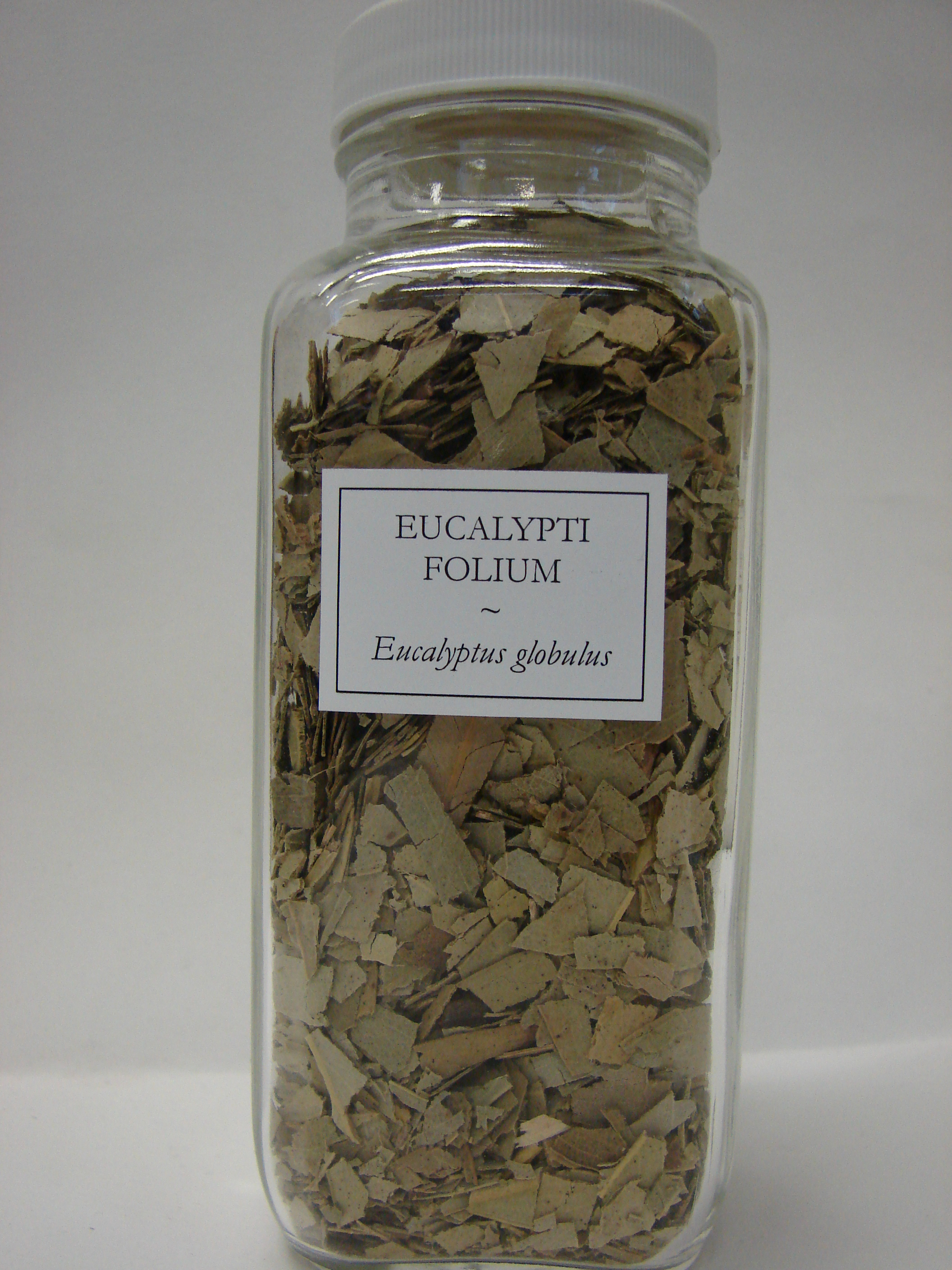
Sušený list eukalyptu kulatoplodého (Folium eucalypti)

### Med
Eukalypty jsou významné medonosné dřeviny, kvalita medu však u různých druhů není stejná. Med z květů Eucalyptus melliodora je v australské Victorii považován za nejlepší med této oblasti.